# Margherita di Valois
Margherita di Valois (Saint-Germain-en-Laye, 14 maggio 1553 – Parigi, 27 marzo 1615) fu Regina consorte di Francia e Navarra come prima moglie di Enrico IV di Francia. Settima figlia e terza femmina di Enrico II di Francia e Caterina de' Medici, fu sorella di tre re di Francia: Francesco II, Carlo IX e Enrico III e della regina di Spagna Elisabetta di Valois.
Le sue simboliche nozze con il re ugonotto Enrico di Navarra furono offuscate dalla strage di san Bartolomeo e dalla successiva prigionia alla corte del marito, costretto all'abiura. Divenuta l'eminenza grigia del fratello minore Francesco d'Alençon, in opposizione al re Enrico III, svolse per suo conto un'ambasciata segreta nelle Fiandre in rivolta. In seguito si recò assieme alla madre nel Midi per pacificarlo e ricongiungersi al marito, nel frattempo fuggito dal Louvre e tornato al calvinismo.
Fedele discepola del neoplatonismo, a Nérac, manifestò doti di intellettuale e di mecenate, creando un vivace circolo di letterati, poeti e artisti nell'austera corte navarrese. Politicamente continuò a svolgere il ruolo di mediatrice tra le due corti, conducendo una vita coniugale felice, ma la sua sterilità e le tensioni politiche causate dalle guerre civili spezzarono il suo matrimonio, mentre i numerosi scandali sessuali nella quale fu coinvolta e che ne compromisero la reputazione, le alienarono la famiglia.
Alla morte del duca d'Alençon nel 1585 Margherita si schierò con la Lega cattolica nemica del marito e del fratello maggiore. Imprigionata nella fortezza di Usson su ordine di Enrico III, vi rimase in esilio per vent'anni, durante i quali scrisse le proprie Memorie. Divenuta virtualmente regina di Francia, al momento opportuno contrattò abilmente le condizioni per l'annullamento del matrimonio, a cui acconsentì solo dopo il versamento di un lauto compenso.
Tornata a Parigi nel 1605, in ottimi rapporti con l'ex marito e la sua nuova famiglia, si distinse ancora per il suo ruolo di mediatrice lasciando i suoi beni all'amato delfino Luigi e aiutando Maria de' Medici nel periodo di reggenza. Nell'ultimo periodo della sua vita divenne famosa per le sue qualità di mecenate, di benefattrice e di rinomata donna di lettere, dibattendo sulla Querelle des femmes. Morì nel 1615, quando ormai era già una leggenda vivente.
Figura controversa, dopo la sua morte gli aneddoti e le calunnie su di lei hanno creato un mito, che si è consolidato attorno al famoso soprannome di regina Margot (La Reine Margot) inventato da Alexandre Dumas père e che ha tramandato nei secoli l'immagine di una donna ninfomane e incestuosa. Alla fine del XX e all'inizio del XXI secolo gli storici hanno iniziato una revisione delle fonti, concludendo che molti elementi della sua reputazione scandalosa derivavano da una propaganda anti-Valois e da una strumentale denigrazione della partecipazione delle donne in politica, creato dalla storiografia borbonica nel XVII secolo.

## Biografia

### Giovinezza (1553-1572)

#### Infanzia

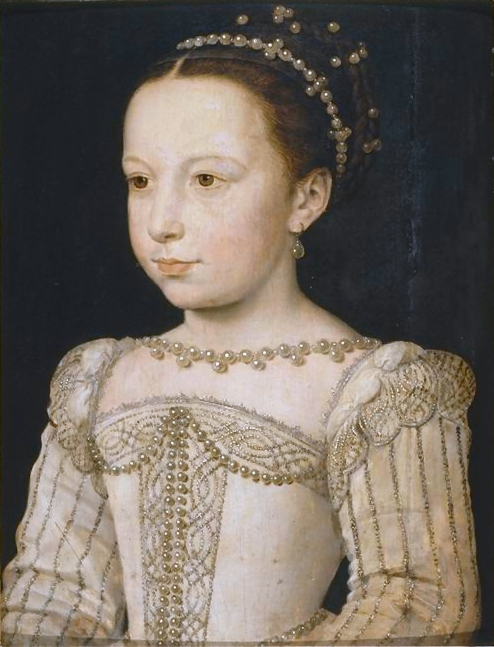
«Madama Margherita» ritratta da François Clouet (1559)

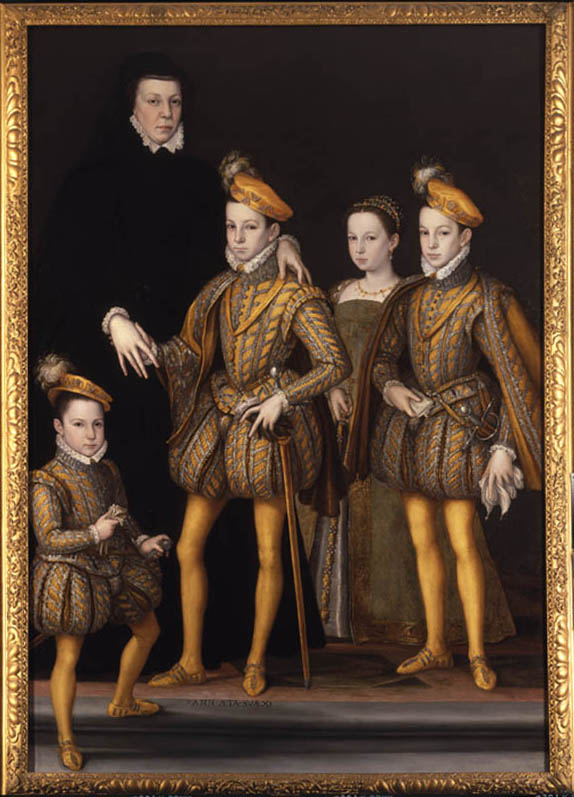
Caterina de' Medici e i figli: re Carlo IX, Margherita, Enrico d'Angiò e Francesco d'Alençon. 1561 circa

Nacque il 14 maggio 1553 nel castello di Saint-Germain-en-Laye, figlia di Enrico II di Francia e di Caterina de' Medici e fu battezzata «Margherita» in onore della zia paterna, sua madrina, mentre Alfonso II d'Este fu il padrino. Fu inizialmente allevata a Saint-Germain, Amboise e Blois assieme agli altri Fils de France, accudita da numerosi servitori. La sua governante fu l'integerrima Charlotte di Curton che, insieme al cardinale di Tournon, le trasmise una salda fede cattolica.
La principessa avrebbe ereditato la bella presenza e la salute resistente dal padre, che le era molto affezionato. Secondo il veneziano Michiel, le sue doti di «grazia, bellezza e vivacità di spirito», l'avrebbero resa «di gran lunga superiore» alle sorelle. Per le sue attrattive, la sua raffinatezza e le sue doti seduttive, Margherita sarebbe stata in seguito denominata la «perla dei Valois».
L'inopinata morte del padre nel 1559 provocò una grande destabilizzazione politica tra le grandi famiglie aristocratiche del regno, divise anche per motivi religiosi. Il breve regno di Francesco II, segnato dal governo dei cattolici Guisa, venne funestato dalla congiura di Amboise, ordita da Antonio di Borbone, re di Navarra e Luigi di Condé, principi del sangue di fede calvinista. Il tentato colpo di Stato fu represso nel sangue. L'ascesa al trono di Carlo IX, permise a Caterina de' Medici di prendere le redini del potere, in qualità di reggente.
Nonostante la reggente cercasse un clima distensivo, la tensione politico-religiosa portò allo scoppio della prima guerra civile di religione. In questo periodo, Margherita e il fratello minore vissero nel sicuro castello di Amboise, allevati da varie dame di corte, tra cui Jeanne di Vivonne e Claudia Caterina di Clermont. Dal 1564 al 1566, per volere della madre, partecipò assieme alla corte a le grand voyage de France: un tour di propaganda monarchica, ideato da Caterina per rinsaldare i legami tra la Corona e la popolazione.

#### Famiglia ed educazione
Margherita fu indubbiamente influenzata dalla forte presenza di sua madre Caterina, dalla quale riprese i gusti artistici e apprese l'arte della mediazione politica. Fu la figlia meno amata dalla madre, con la quale instaurò una relazione complessa, composta da un misto di ammirazione e timore. Da un'analisi delle Memorie emerge come avesse una così alta idea di sé dal comportarsi più come un principe, alla pari dei suoi fratelli, che come una donna soggetta alle numerose norme sociali dell'epoca.
Caterina, consapevole delle attrattive di sua figlia, la sfruttò unicamente in funzione di un'unione matrimoniale che rafforzasse la potenza francese in Europa: dal 1562 Margherita fu proposta al principe Don Carlos, all'arciduca Rodolfo, a Filippo II di Spagna vedovo della sorella maggiore Elisabetta di Valois e infine al giovane Sebastiano I del Portogallo.
Durante l'infanzia Margherita ebbe un ottimo rapporto con tutti i fratelli, con cui condivise la crescita. Protettiva verso il fratello minore Francesco d'Alençon, calmava le irrequietezze del fratello Carlo IX che, molto affezionato a lei, le dette il soprannome «Margot». Il fratello con cui in adolescenza strinse un legame profondo fu Enrico d'Angiò, il figlio prediletto di Caterina (per questo oggetto di gelosie di tutti i fratelli) e di cui Margherita si riterrà sempre l'alter ego, definendosi suo «fratello».
Oltre all'educazione politica e religiosa durante l'infanzia e l'adolescenza Margherita ricevette un'infarinatura in ambito umanistico, prima da Jean Flamin e poi da Henri Le Marignan, futuro vescovo di Digne. Studiò la storia, la poesia, le sacre scritture, i poemi classici e cavallereschi e le lingue: oltre al francese, sarebbe stata capace di parlare fluentemente in latino, italiano e spagnolo e leggere il greco. Eccellerà inoltre nella danza, nella musica e nell'equitazione.

#### Primi passi in politica

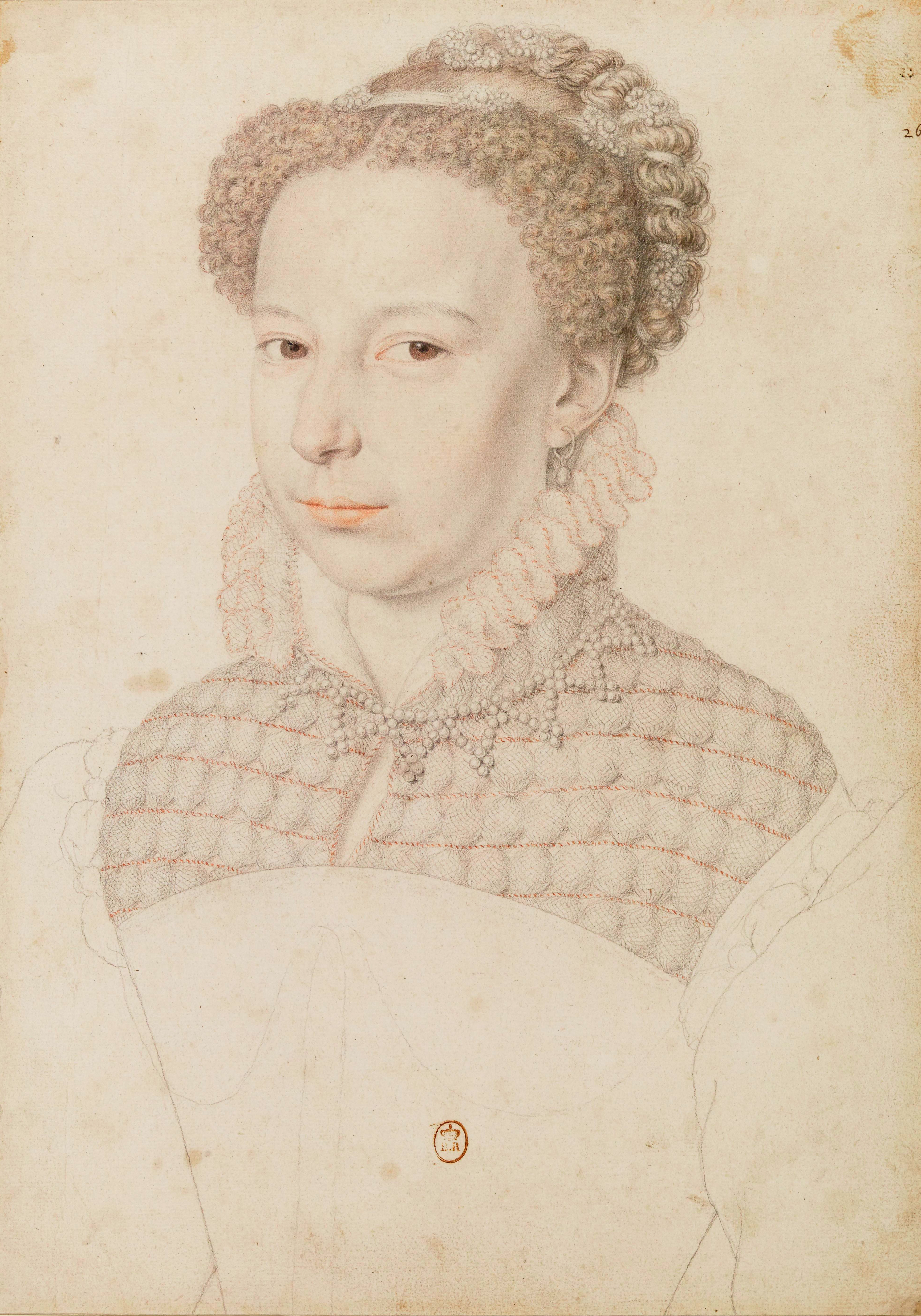
«Madama Margherita», ritratta da François Clouet (1571)

Fin dall'adolescenza dimostrò di essere estremamente ambiziosa, volendo giocare anch'ella un ruolo politico nelle dinamiche del regno. L'occasione le venne offerta nel 1568 dal fratello Enrico, che dopo la battaglia di Jarnac, le affidò il compito di difendere i suoi interessi presso la regina madre, impaurito che il re potesse soppiantarlo nei favori materni, durante la sua assenza per motivi militari.
Si dedicò coscienziosamente a questo incarico, entrando nelle confidenze materne, ma al ritorno Enrico non le mostrò alcuna gratitudine e i rapporti tra madre e figlia si raffreddarono. Margherita incolpò Louis de Béranger du Guast di avere messo discordia tra lei e il fratello, ma forse fu Caterina stessa a escludere la figlia, che si era rivelata una possibile rivale nelle mediazioni tra Carlo IX ed Enrico.
Alla fine della terza guerra civile Margherita incoraggiò un affettuoso scambio di lettere con il giovane Enrico I di Guisa, esponente di spicco dei cattolici intransigenti e nel giugno 1570, si diffuse la voce che avrebbe acconsentito a sposarlo, mentre erano in atto delle trattative per sposarla a Don Sebastiano. Come scrisse l'ambasciatore inglese la principessa «avrebbe preferito rimanere in Francia piuttosto che mangiare fichi in Portogallo».
Già restii a queste nozze, ostacolate pure dal re di Spagna, i ministri portoghesi e doña Giovanna approfittarono dell'occasione per screditarla: tuttavia la spia mandata a Parigi per indagare sull'accaduto non trovò prove che potessero compromettere l'onore della principessa. I Valois corsero ai ripari con forza, facendo cadere in disgrazia la famiglia Guisa.
Nel frattempo per mettere a tacere le voci, aiutata dalla sorella Claudia, Margherita affrettò le nozze tra il duca di Guisa e Caterina di Clèves. Le nozze con don Sebastiano sfumarono comunque: i ministri portoghesi accamparono così altre scuse di accordi economici insostenibili e la proposta di posticipare il matrimonio di dieci anni, spingendo gli oltraggiati Valois a rompere le trattative.

### Ruolo politico (1572-1582)

#### Le «nozze vermiglie»

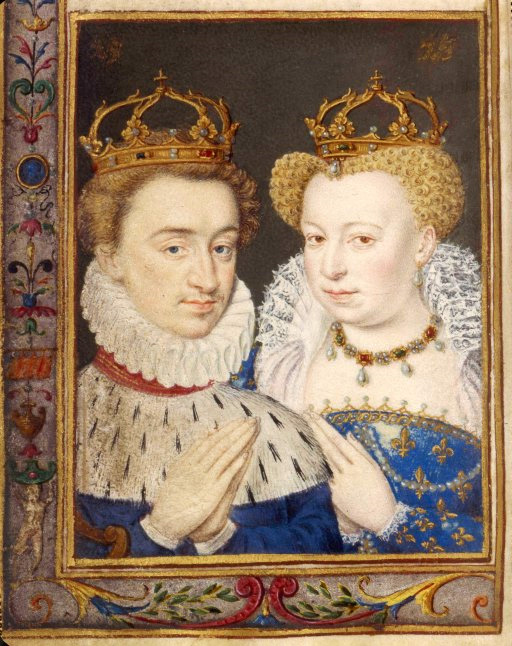
Enrico e Margherita sovrani di Navarra, raffigurati in una miniatura nel Libro delle Ore di Caterina de' Medici. Contrariamente alle interpretazioni storiografiche del XVII secolo, i contemporanei non annotarono alcun tipo di disgusto reciproco tra i due.

Nell'agosto 1570, la pace di Saint-Germain aveva in teoria stabilito definitivamente la riconciliazione nazionale tra cattolici e calvinisti: fu così ipotizzata un'unione che la sancisse simbolicamente. I Montmorency fecero dunque riemergere l'idea, già ipotizzata da re Enrico II, di un'unione tra Margherita e il protestante Enrico di Navarra, primo prince du sang ed erede di vasti possedimenti nel sud-ovest del paese.
Pur conoscendo Enrico fin dall'infanzia, Margherita espose alla madre la sua perplessità di cattolica convinta davanti a questo matrimonio, che andava contro le norme ecclesiastiche e che poteva tacciarla di concubinaggio. Dopo non poche esitazioni, rassicurata dai famigliari e a condizione di non doversi convertire al calvinismo, la principessa accettò infine di sposarsi, spinta dall'ambizione di divenire regina.
In prospettiva del matrimonio, la Corona si riavvicinò all'ammiraglio di Coligny, principale capo politico ugonotto, reintegrandolo in vari incarichi a corte. Impauriti che ciò favorisse una presa di potere del calvinismo, papa Pio V e Filippo II di Spagna osteggiarono in ogni modo queste nozze, riproponendo l'unione tra Margherita e Don Sebastiano, ma tale prospettiva venne rifiutata dai Valois.
Nel febbraio 1572, la fervente ugonotta Giovanna III di Navarra giunse a corte e rimase favorevolmente colpita da Margherita, lodandone l'avvenenza, l'intelligenza e la stima che aveva in famiglia. Le trattative tra future suocere furono lunghe e difficili, ma infine si decise che le nozze sarebbero state officiate a Parigi dal cardinale di Borbone, in qualità di zio di Enrico, e che nessuno degli sposi si sarebbe convertito. Nel giugno 1572, Giovanna vi morì di tubercolosi, lasciando il trono al figlio.
Il giovane re di Navarra arrivò a Parigi il luglio seguente, scortato da ottocento gentiluomini calvinisti. Le nozze controverse furono officiate il 18 agosto sul sagrato della cattedrale di Notre-Dame, senza attendere la necessaria dispensa papale per la differenza di fede e la parentela fra gli sposi. Come accordato, il re di Navarra non assistette alla messa, sostituito dal duca d'Angiò. Secondo i progetti della Corona, questo matrimonio avrebbe simboleggiato l'inizio di una nuova era di pace dopo anni di guerre civili: per questo, riportarono gli ambasciatori, i festeggiamenti furono fastosissimi e di gran lunga maggiori rispetto ad ogni altro matrimonio precedente.

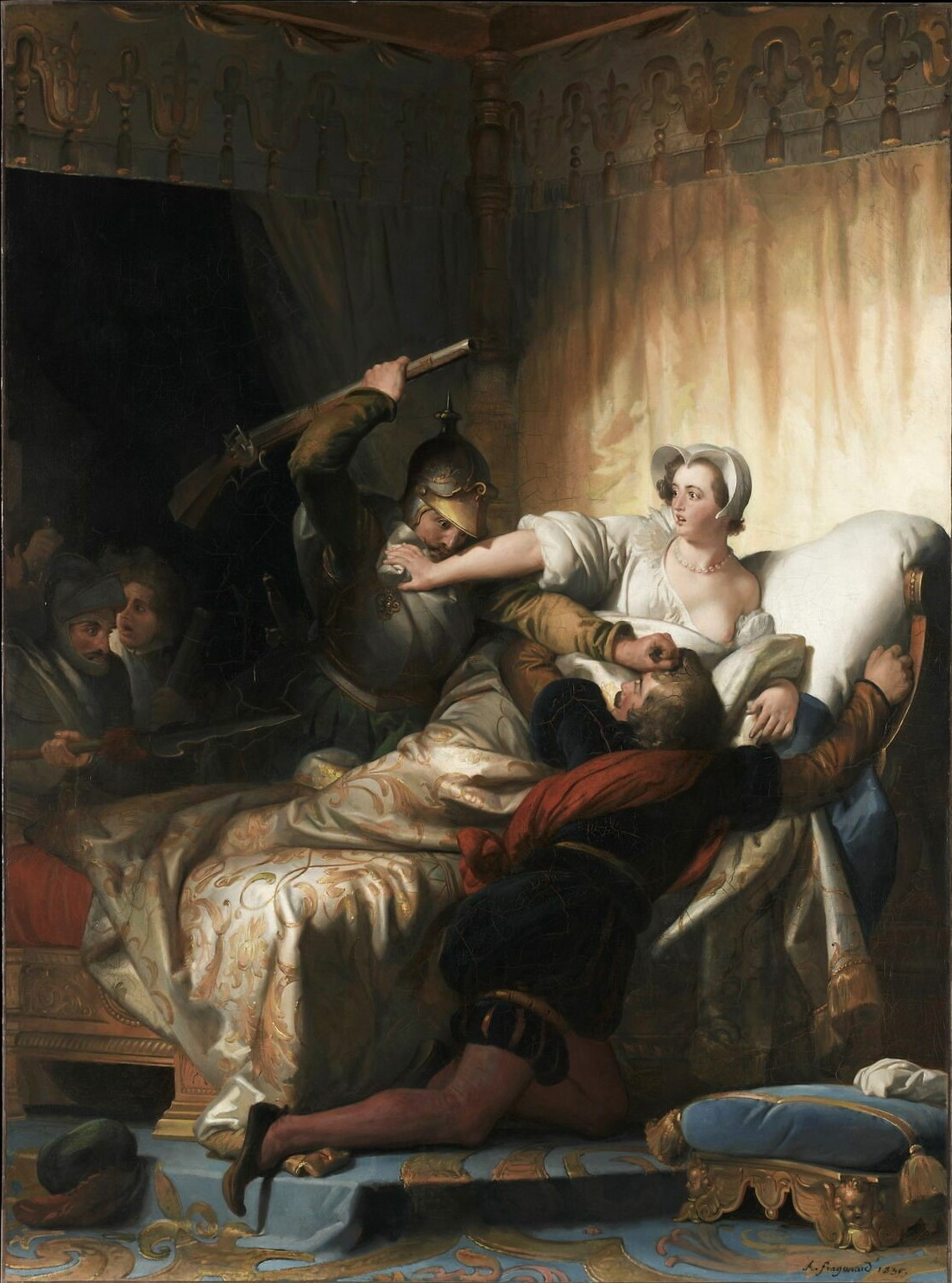
La regina di Navarra protegge il visconte di Léran durante la notte di san Bartolomeo. Dipinto di Alexandre-Évariste Fragonard. Il famoso episodio venne riadattato da Alexandre Dumas nel romanzo La regina Margot.

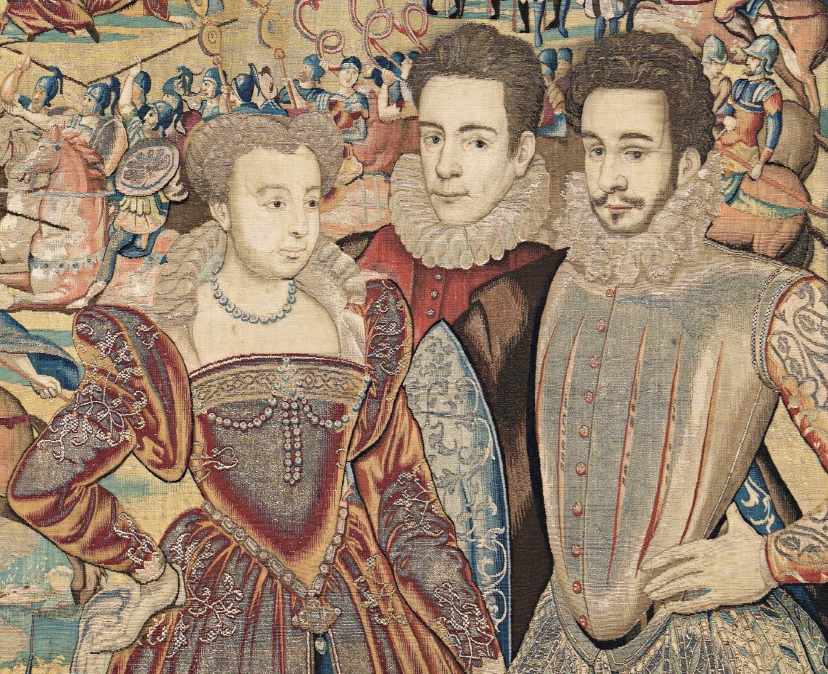
Margherita a fianco del fratello Francesco d'Alençon, arazzi dei Valois, Galleria degli Uffizi. Basata su una forte affetto fraterno, sul sostegno reciproco e sulla comune esclusione dall'affetto della madre, la loro solida alleanza avrebbe causato numerosi problemi alla Corona. In seguito pettegolezzi diffamatori avrebbero invece insinuato che fosse una relazione incestuosa. La regina l'avrebbe invece paragonato al legame che un tempo aveva legato i suoi zii Margherita e Carlo.

La tregua durò poco: il 22 agosto Coligny subì un attentato, rimanendo ferito ad un braccio. Fomentata dagli ugonotti che minacciavano di farsi giustizia da soli e dalla paura dei cattolici, la tensione crebbe a tal punto che, la notte tra il 23 e il 24 agosto, passata alla Storia come la «notte di san Bartolomeo», su presunto ordine della Corona, i calvinisti presenti a Parigi furono massacrati dai cattolici. 

La strage avvenne anche nel Louvre, dove il re di Navarra fu costretto a convertirsi per salvarsi la vita. Nelle proprie Memorie, unica testimonianza diretta di un membro della famiglia reale sul massacro, Margherita raccontò di aver salvato dei gentiluomini protestanti, fra cui il visconte di Léran, che si era rifugiato nella sua camera da letto per sfuggire dagli assassini.
La tragedia ridefinì i rapporti tra Margherita e la famiglia, special modo con la madre e il marito. Margherita non avrebbe dimenticato la noncuranza con cui, la sera antecedente alla strage, Caterina l'aveva rispedita dal marito come esca, con l'alto rischio che potesse rimanere uccisa, mentre dopo l'eccidio le avrebbe proposto di far annullare le nozze, ormai inutili, nel caso non fossero state consumate. Ribellandosi alle manipolazioni famigliari, Margherita rifiutò di abbandonare il re di Navarra: «comunque fusse, io volea, poiche dato me l'haveano, restarmene con lui; ben sospettandomi, ch'il volermi da lui separare, era per fargli qualche malo scherzo».
Margherita divenne così la garante del marito, fatto prigioniero a corte e ormai in una situazione di completa subalternità ai voleri della Corona. Il senso di protezione verso il re di Navarra e la sua solidarietà politica basata sul vincolo matrimoniale, non le impedirono di ritenersi superiore a lui, sottostimandolo. Ciò avrebbe portato alla creazione di una controversa e chiacchierata relazione di coppia.
Il massacro avrebbe infangato anche la nomea di Margherita. Per la prossimità alla strage, il suo matrimonio fu in seguito nominato le «nozze vermiglie» e lei stessa, assieme ad altri membri della famiglia reale, finì bersaglio di feroci libelli protestanti: ad esempio ne Le Réveil-matin des Français venne per la prima volta accusata di aver intrattenuto una relazione incestuosa con il fratello Enrico.

#### La cospiratrice
Nel corso dell'assedio di La Rochelle, durante la quarta guerra civile, si creò il partito dei «Malcontenti», formato da moderati (cattolici e calvinisti) contrari alla politica accentratrice della Corona. Come capo fu designato Francesco d'Alençon, fratello minore di Margherita, fino a quel momento tenuto ai margini della vita politica dalla madre e dai fratelli maggiori. A lui si unirono il re di Navarra, il principe di Condé e la famiglia dei Montmorency, contraria alla nuova ascesa al potere dei Guisa dopo la notte di san Bartolomeo.
Nel novembre 1573, il duca d'Angiò, erede al trono di Francia, fu costretto a recarsi a Cracovia, dopo esserne stato eletto sovrano della confederazione polacco-lituana: ciò indebolì il partito cattolico, di cui era il principale esponente nel Consiglio reale. Data il contemporaneo aggravarsi della salute di Carlo IX, irrimediabilmente minato dalla tubercolosi, i Malcontenti iniziarono ad ideare una congiura che facesse usurpare il trono a Francesco, ritenuto maggiormente favorevole alla tolleranza religiosa rispetto al duca d'Angiò.
Inizialmente, per rimanere nelle grazie di tutti, Margherita rimase fedele alla Corona, denunciando in segreto alla madre e al re un tentativo di fuga da parte di Francesco e del marito, ma in seguito si avvicinò alla causa del fratello minore, Nelle Memorie avrebbe affermato di essere stata convinta dall'umiltà e la devozione con cui Francesco le aveva chiesto protezione, più probabilmente fu spinta dalla propria ambizione personale. Oltre ad essere capace di esercitare una notevole influenza su Francesco, con lui sul trono avrebbe svolto un ruolo politico di primo piano come mediatrice tra cattolici e protestanti, usurpando il posto della madre.
Margherita svolse un ruolo centrale nelle congiure messe in atto durante i primi mesi del 1574. A lei facevano riferimento tutte le grandi dame coinvolte nell'intrigo, tra cui la baronessa di Curton, madamigella di Thorigny, la duchessa d'Uzes, la baronessa di Dampierre, ma soprattutto la duchessa di Nevers e la marescialla di Retz, sue care amiche. La coordinazione militare venne affidata a Joseph Boniface de La Môle, favorito del duca d'Alençon, e ritenuto amante della regina di Navarra.
La notte tra il 27 e 28 febbraio, un esercito in marcia sulla reggia di Saint-Germain fece scoppiare il panico a corte. Ricordato come «congiura del martedì grasso» o il «terrore di Saint-Germain», l'intrigo fallì perché il comandante dell'esercito, uomo alle dipendenze del re di Navarra, aveva anticipato l'arrivo di dieci giorni. Dato il rischio, Margherita convinse La Môle a rivelare il piano a Carlo IX e Caterina. Francesco confessò il tradimento e venne minacciato di morte dalla madre, mentre Navarra fu graziato per intercessione di Margherita.
I principi furono messi sotto sorveglianza nel castello di Vincennes, ma organizzarono una nuova fuga. Una spia rivelò la «cospirazione di Vincennes» a Caterina de' Medici, che fece imprigionare una cinquantina di congiurati, tra cui La Môle, il suo compare Annibal de Coconas, i marescialli di Montmorency e di Cossé e l'astrologo Cosimo Ruggieri, mentre Condé riuscì a fuggire in Germania. Alençon e Navarra furono costretti da Caterina a dissociarsi, ma dovettero comparire davanti al Parlamento per rendere conto delle loro azioni.
Fidandosi dell'abilità dialettica di Margherita, il marito le chiese eccezionalmente di redigere il proprio memoriale difensivo, passato alla Storia come il Mémoire justificatif pour Henri de Bourbon, che ricevette il plauso generale. La Môle e Coconas furono invece decapitati per lesa maestà, dopo giorni di torture, nonostante Margherita e Francesco avessero cercato di farli graziare.
Durante il maggio 1574, mentre Carlo IX deperiva velocemente a causa della tisi, Margherita rischiò la sua incolumità, organizzando un nuovo piano di fuga per il marito e il fratello, che sarebbero dovuti fuggire con la sua carrozza travestiti da donne, ma il piano fallì perché i due ragazzi non si accordarono su chi dovesse fuggire per primo. Il 30 maggio, Carlo IX morì e lasciò la reggenza nelle mani della madre, in attesa del ritorno dalla Polonia del nuovo re, Enrico III.

#### Divisione famigliare

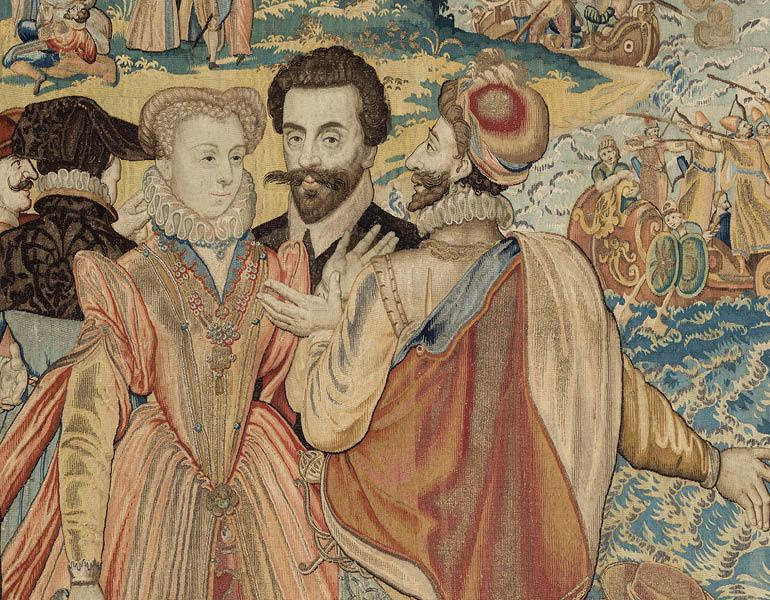
Margherita di Valois, assieme al marito e al cognato Carlo III di Lorena, negli arazzi Valois. Galleria degli Uffizi. Fino alla primavera 1575, perseguendo entrambi gli stessi obiettivi politici, moglie e marito avevano mantenuto rapporti solidali. Il nunzio Salviati aveva addirittura riportato la voce di una gravidanza della regina.

Enrico III non perdonò il tradimento di Margherita e contribuì a diffondere maldicenze sulle sue presunte relazioni extraconiugali, denunciandola in particolar modo alla regina madre. Ad alimentare le voci furono i mignons, i suoi favoriti, in particolar modo Du Guast che la oltraggiò pubblicamente, definendola «Regina delle puttane». Da quel momento la reputazione di Margherita sarebbe rimasta irrimediabilmente compromessa e continuo oggetto di chiacchiere tra i membri dell'alta società.
Nella primavera 1575, il re di Navarra e il duca d'Alençon entrarono in competizione per il ruolo di capo dei Malcontenti, la luogotenenza del regno e per l'amore di Charlotte de Sauve, che probabilmente divenne amante di entrambi su ordine di Enrico III e Caterina. Ciò pose fine all'alleanza fra i principi, che in pochi mesi giunsero a detestarsi. La questione causò anche gravi alterchi tra i sovrani di Navarra, portando ad una crisi matrimoniale che avrebbe compromesso i rapporti tra Margherita e il marito.
Enrico parve iniziare a mostrare il decisionismo politico che lo avrebbe in seguito caratterizzato e si alleò al re di Francia e al duca di Guisa. Margherita lo avrebbe invece accusato di essersi solo fatto circuire dall'amante. «Non potendo sopportare la tirannia di un marito né di un fratello [Enrico III]», contravvenendo alle norme matrimoniali del XVI secolo, Margherita scelse di supportare Francesco, di cui si prese probabilmente come amante il nuovo favorito, Bussy d'Amboise, che per lei aveva abbandonato il seguito di Enrico III.
Nel frattempo la situazione politica si era complicata. I Malcontenti si erano organizzati prendendo le armi: ad est un esercito di raitri guidati dal principe di Condé e dal principe del Palatinato, minacciava di invadere il regno, nel Midi, il governatore Damville minacciava rivolta. A corte era invece Margherita ad essere la «testa pensante» del partito: poteva inoltre disporre di un folto gruppo di temibili e rissosi gentiluomini, appartenenti al seguito dell'amante e del duca d'Alençon, che tenevano testa ai mignons del re.

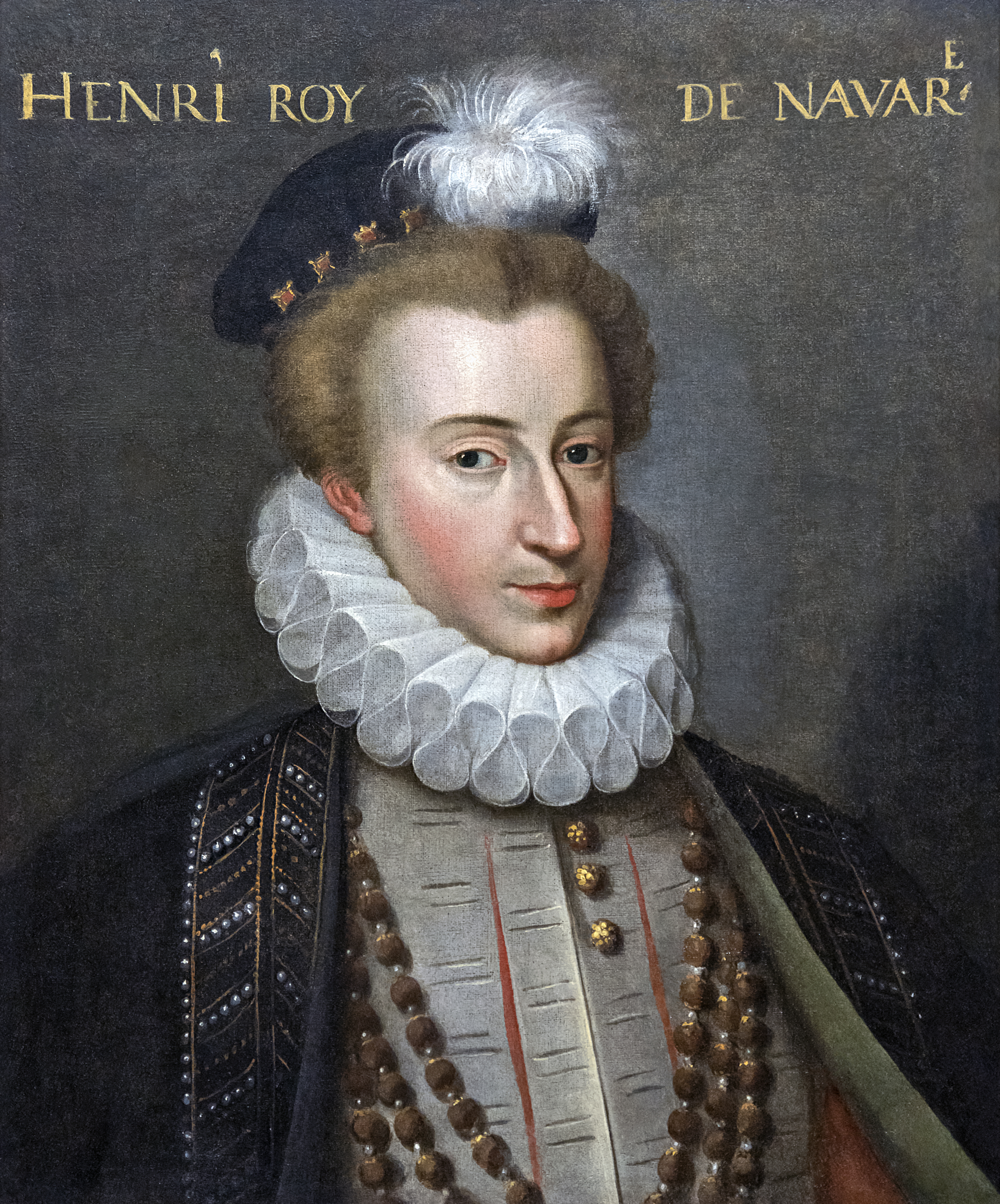
Durante il periodo trascorso alla corte dei Valois, Enrico di Navarra acquisì, grazie alla moglie, le maniere e l'abbigliamento di un perfetto cortigiano. Enrico mostrò soprattutto il proprio lato frivolo e scanzonato, sembrando interessato solo alle donne e ai piaceri: per questo era opinione generale che fosse un «cervellino assai leggiero, e nella vanità assomiglia assai al padre, per le quali cose ha poca riputazione e pochissimo seguito», riferì l'ambasciatore veneziano Cavalli.

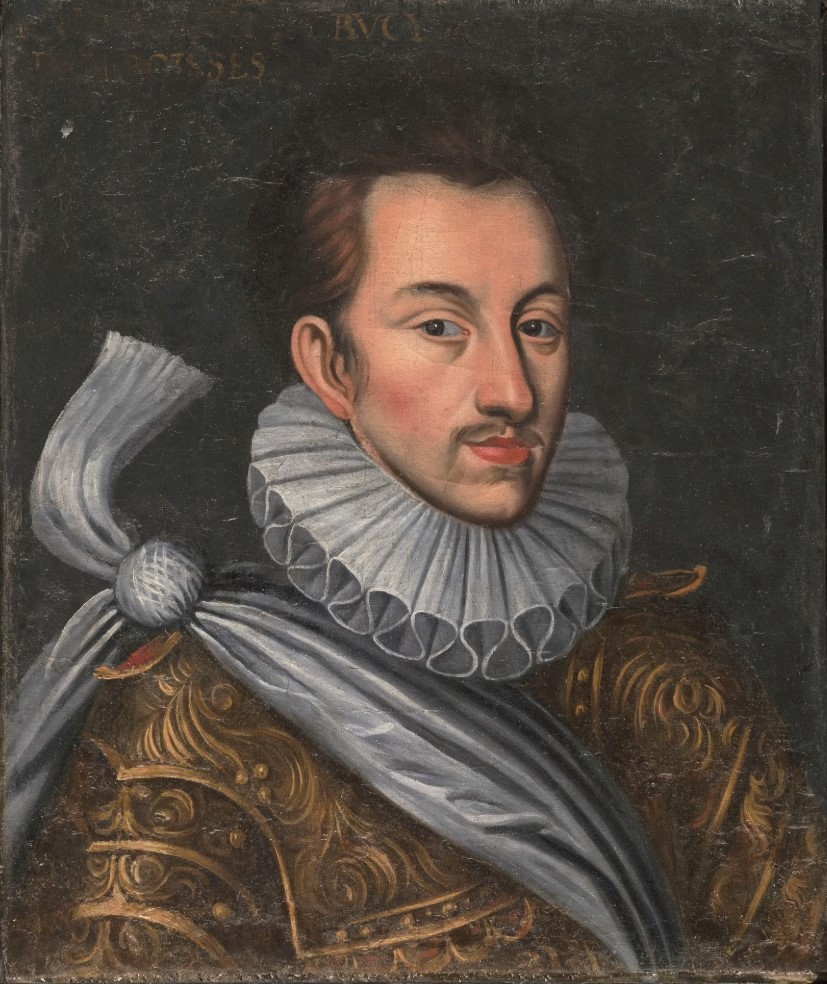
Abile spadaccino, ambizioso, facinoroso e letterato, Bussy d'Amboise fu una delle grande personalità della corte. Come la regina di Navarra, anch'egli esercitava un notevole ascendente sul duca d'Alençon. Margherita ne avrebbe decantato le lodi nelle proprie Memorie.

La crisi tra Margherita e il marito si acuì quando Bussy subì un attentato da parte di un gruppo di uomini capeggiati da Du Guast, organizzato con la connivenza dei re di Navarra e di Francia. Salvatosi, Bussy fu convinto a lasciare la corte. Poco dopo, il marito le cacciò dal seguito alcune dame a cui era molto affezionata, tra cui Melchiore di Thorigny, che pare fosse il tramite tra Margherita e Bussy. La regina di Navarra reagì rifiutando per giorni di mangiare e infine decise di non condividere più il letto con Enrico.
Nell'estate 1575, il duca d'Alençon tentò più volte di fuggire da corte ed unirsi all'esercito riunito nel frattempo da Bussy a Dreux, su istruzione di Margherita. Nel frattempo Caterina tentò di placare lo scandalo della rottura tra i sovrani di Navarra, cercando di far riammettere la damigella di Thorigny a corte. La riconciliazione tra i coniugi sembrò essere solo di facciata: Margherita avrebbe affermato che il marito l'avrebbe continuata a trattare con indifferenza, dedicando il suo tempo alla baronessa di Sauve.
Il 15 settembre, Margherita riuscì a far fuggire il fratello minore da Parigi e farlo unire all'esercito di Bussy, al quale si erano uniti anche gli uomini del visconte di Turenne. Con la corte nel caos, Enrico III ordinò che la sorella fosse posta agli arresti domiciliari: «Se non fusse dalla Regina mia madre trattenuto; credo, che gli haverebbe la collera fatto eseguire contro la mia vita, qualche crudeltà».
Nei mesi in cui fu tenuta agli arresti, Margherita si ampliò le proprie conoscenze umanistiche, immergendosi nello studio di testi neoplatonici e si avvicinò ancora di più alla fede cattolica: in seguito, nei suoi conti sarebbero infatti iniziati a comparire un numero crescente di donazioni e opere pie. Nello stesso periodo, Enrico III volle che la sorella, con la duchessa di Nevers, la marescialla di Retz e altri cortigiani partecipassero alle riunioni della sua Accademia di Palazzo, in cui erano intavolate discussioni filosofiche.
Nell'ottobre 1575, l'esercito di raitri tedeschi invase il regno di Francia. Per impedire alla situazione di precipitare, la regina madre mediò una tregua direttamente con il figlio minore. In questo periodo Du Guast fu misteriosamente ucciso a Parigi, probabilmente dal barone di Vitteaux, che faceva parte del seguito del duca d'Alençon.
Il 3 febbraio, non essendo riuscito ad ottenere la nomina a luogotenente del regno e politicamente isolato rispetto al duca d'Alençon e il principe di Condé, il re di Navarra fuggì dal Louvre. Tutti rimasero sorpresi dall'abilità con cui aveva mascherato le sue intenzioni a Enrico III, al duca di Guisa e pure alla moglie. La separazione tra i coniugi creò scandalo e a corte iniziarono a circolare le voci di un possibile ripudio della regina. Poco dopo la fuga del marito, Margherita ricevette comunque una sua lettera, in cui le chiedeva di dimenticare il passato e di fargli da spia: la regina accettò.

#### Mediatrice e ambasciatrice
Nel frattempo gli eserciti del duca d'Alençon e del principe di Condé avevano iniziato ad accerchiare Parigi. Francesco rifiutò di negoziare finché la sorella fosse rimasta prigioniera. Margherita venne infine liberata da Caterina e da Enrico III a condizione che li aiutasse nelle trattative per la pace: «sapendo ben'egli [il re], che mio Fratello [Francesco] havea più credito in me, che in alcun'altro; che di quanto indi avvereebbe di bene, ne darebbe a me l'honore, e me ne resterebbe obbligato».
Le trattative di Margherita e Caterina portarono all'editto di Beaulieu, una vera e propria resa della monarchia alle richieste dei Malcontenti oltre che ad una vittoria di Margherita su Enrico III. Secondo la regina, Francesco avrebbe preteso che anche lei fosse inserita nei termini di pace, e che la dote accordatale al tempo delle nozze e mai completamente versata, le fosse corrisposta in terre: «Ma la Regina mia Madre mi pregò, ch'io non lo permettessi; assicurandomi ella, che dal Rè haverei ottenuto ciò, che gli addimandassi».
Dopo la pace, Enrico di Navarra reclamò subito Margherita con sé. La regina avrebbe riferito nelle Memorie che la madre ed Enrico III si sarebbero rifiutati di lasciarla partire, poiché sarebbe potuta divenire un ostaggio in mano agli ugonotti.  Gli ambasciatori testimoniarono invece che la famiglia reale avrebbe trattato per riunire gli sposi se il re di Navarra per indurlo a tornato a corte, mentre sarebbe stata Margherita ad essere «del tutto aliena di tornare col marito», nonostante questi minacciasse di ripudiarla. I rapporti tra i coniugi parvero così tesi che, quando la regina cadde ammalata nel gennaio 1577, sua madre pensò fosse stata fatta avvelenare dal marito.
Rimasta a corte, Margherita si sarebbe presentata come la mediatrice della famiglia per trattare con Francesco d'Alençon. Secondo Agrippa d'Aubigné: «La regina [madre] di servì della regina di Navarra sua figlia che, per le sue antiche intimità con Bussy lo convinse, e questi il suo padrone a imboccare la strada di Blois», dove il duca d'Alençon sarebbe stato convinto a tradire l'alleanza con i calvinisti, comprato con la nomina a capo dell'armata reale nella nuova guerra che Enrico III stava organizzando. Margherita avrebbe inoltre fatto da garante per Bussy d'Amboise, affermando che non avrebbe mosso le armi contro il sovrano nel futuro conflitto civile.

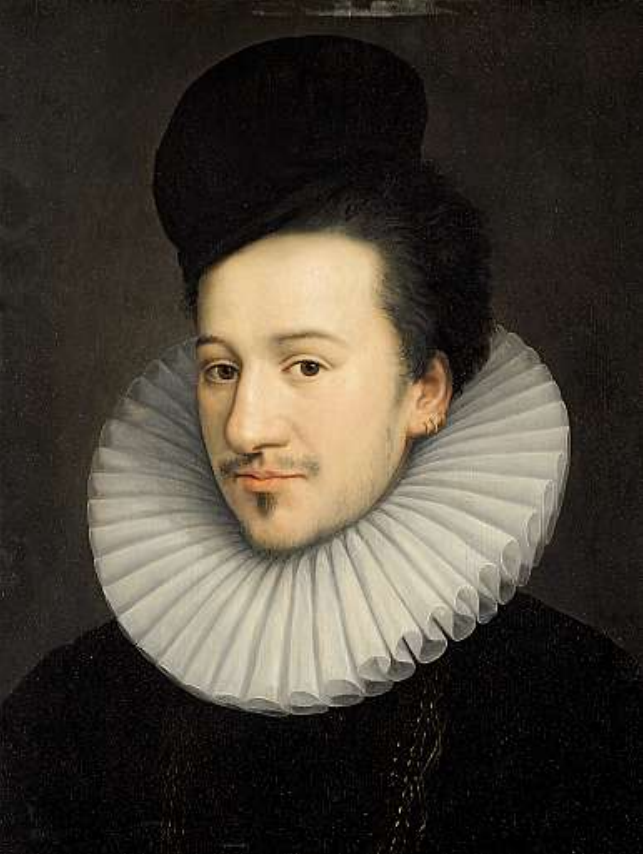
Francesco duca d'Alençon e Angiò, ritratto da Jean Decourt (1576), fratello minore di cui Margherita provò a essere la kingmaker. Era noto «il singolare credito» che la regina di Navarra aveva con Monsieur.

Margherita e Francesco avevano anche interesse ad intervenire attivamente nel conflitto che i fiamminghi stavano portando avanti dal 1576 contro Filippo II di Spagna. Allo scoppio della sesta guerra civile, per non rimanerne compromessa, Margherita ottenne dalla madre l'autorizzazione di recarsi in missione diplomatica nelle Fiandre, in favore di Francesco. I ribelli sembravano infatti disposti a offrire un trono a un principe straniero tollerante e disponibile a fornire loro le forze diplomatiche e militari necessarie alla conquista della loro indipendenza. Enrico III accettò la proposta pensando di potersi liberare del fratello minore.
Con il pretesto di un bagno di cure nelle acque termali di Spa, Margherita partì in estate con uno sfarzoso seguito. Dedicò due mesi alla sua missione: ad ogni tappa del viaggio, durante fastosi ricevimenti, si intratteneva con gentiluomini ostili alla Spagna e facendo le lodi del fratello tentava di persuaderli a allearsi con lui. Fece anche la conoscenza del governatore dei Paesi Bassi, Don Giovanni d'Austria, il vincitore di Lepanto, con il quale ebbe un incontro cordiale. Per Margherita il ritorno in Francia fu movimentato, attraverso un paese in piena insubordinazione, quando allo stesso tempo c'era il rischio che gli spagnoli la facessero prigioniera.
Margherita incontrò Francesco a La Fère, dove ricevettero gli emissari dei fiamminghi. Nel frattempo la fine della guerra civile e l'editto di Poitiers pressavano Margherita affinché si riunisse al re di Navarra: «Se la regina di Navarra volesse acconcieria il regno, pacificandosi col marito, ma non vuole», riportò l'ambasciatore toscano. Tornata a corte, Margherita preferì continuare a gestire gli affari del fratello «a proprio piacimento» ed a mantenere rapporti epistolari con i suoi contatti fiamminghi.
La fine della guerra aveva reso Enrico III più forte e i suoi mignons iniziarono nuovamente a scontrarsi con i sostenitori del duca d'Alençon. La situazione precipitò nel febbraio 1578, quando Alençon chiese di assentarsi. Persuaso di un presunto complotto, Enrico III fece arrestare il fratello in piena notte, confinandolo nella sua stanza, dove fu raggiunto da Margherita, che «avendo licenza di parlargli, lo persuase a dissimulare il tutto e far pace, prendendo poi miglior occasione di partire». Come raccontato nelle Memorie, Margherita aiutò personalmente Francesco a fuggire, calandolo con una corda gettata da una finestra della propria stanza al Louvre.

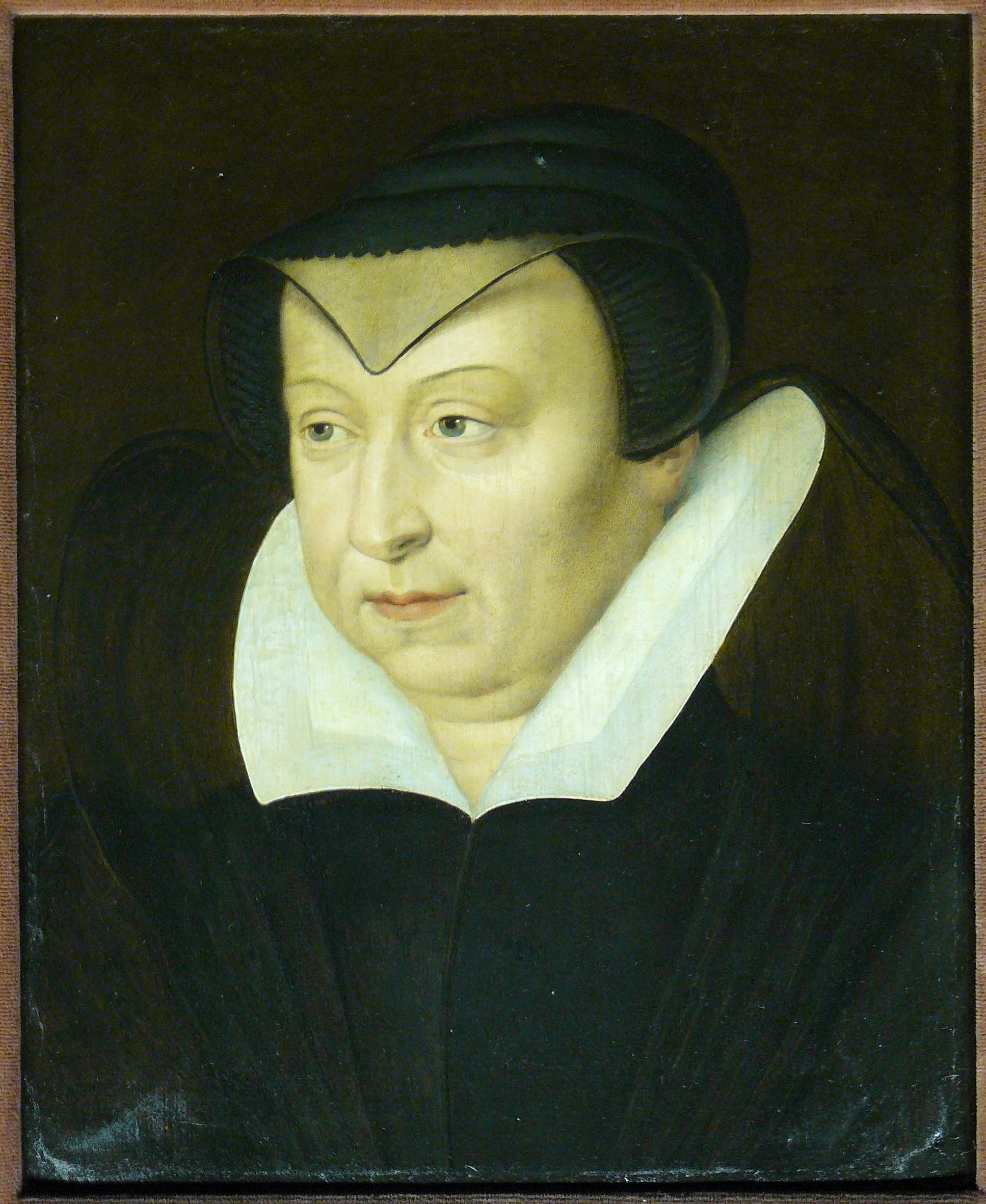
Caterina de' Medici, ritratta della scuola di François Clouet. Durante le trattative della Conferenza di Nérac, la regina madre si complimentò per i tentativi di mediazione della figlia e definì lei e il re di Navarra, «la coppia più affiatata che si potrebbe desiderare».

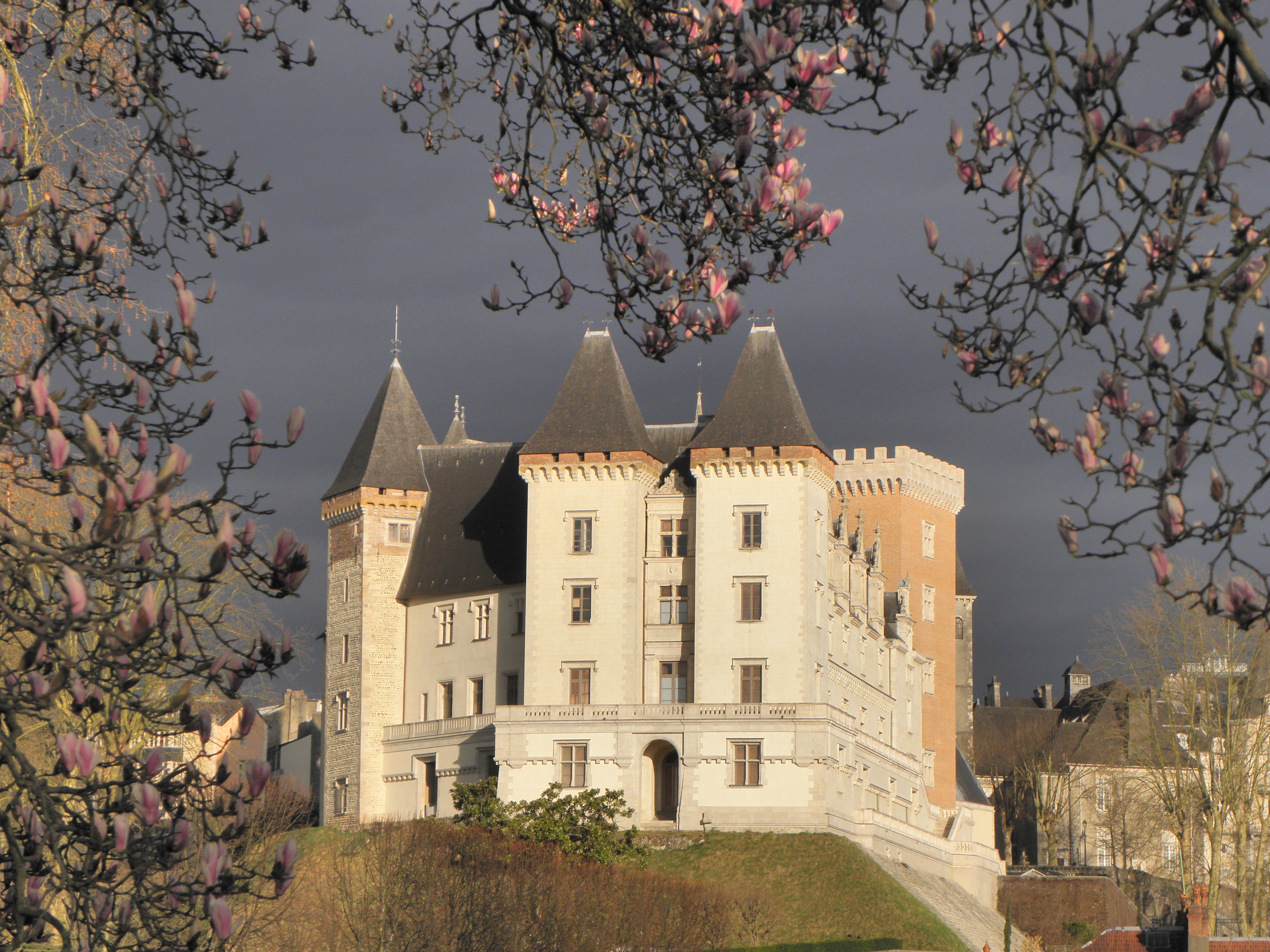
Il castello di Pau, luogo del diverbio tra i sovrani di Navarra.

Negato ogni coinvolgimento nella fuga, Margherita ottenne l'autorizzazione a raggiungere il re di Navarra, come aveva acconsentito a fare dopo vari ripensamenti. Il re di Francia rimase comunque nel timore che la sorella potesse sfruttare il ricongiungimento coniugale per rinsaldare la vecchia alleanza tra il marito e il duca d'Alençon. Probabilmente per comprare la sua fedeltà, Enrico III accondiscese le volontà della sorella ed eccezionalmente le attribuì la dote in terre, facendo di Margherita una delle più grandi feudatarie di Francia.
Inizialmente prevista per la primavera 1578, la partenza per la Guascogna venne rimandata per le iniziative belliche del duca d'Alençon, che Caterina cercò di sventare. Alla fine di giugno, fu richiesta la mediazione della regina di Navarra, ma nonostante il suo intervento, Francesco partì ugualmente per le Fiandre. Gli ambasciatori sospettarono comunque che Margherita avesse fatto «offitio doppio» e anziché fermare il fratello, l'avesse spinto a perseverare nelle sue ambizioni.
Sia Enrico III e Caterina speravano che Margherita aiutasse a ristabilire l'ordine nelle travagliate province del sud-ovest e instaurasse un ascendente sul marito in modo da convincerlo a tornare a corte. Per assurgere a questo compito, fu accompagnata dalla madre e da una brillante corte di dame e di umanisti nel quale spiccava il suo nuovo cancelliere, il celebre Guy Du Faur de Pibrac. Il viaggio servì per allestire sontuosi ricevimenti nelle città attraversate, presentando Margherita come referente della Corona per la nobiltà del luogo. Nonostante le perplessità della corte e il timore di entrambi, i sovrani di Navarra si riconciliarono sentimentalmente e politicamente.
Nel febbraio 1579, alla Conferenza di Nérac i due schieramenti si accordarono sulle modalità relative all'ultimo editto di pace. Margherita partecipò attivamente alla mediazione ma, anziché essere uno tramite della regina madre, preferì salvaguardare per convenienza gli interessi del marito, grazie all'intervento di Pibrac, invaghito di lei. In una lettera alla duchessa d'Uzès, confessò: «Sono decisa a renderle [a Caterina] tutti i servigi che potrò, finché ciò non contrasti la grandezza e la sicurezza di mio marito; poiché mi stanno troppo a cuore il suo bene e il suo male». Gli accordi finali risultarono un successo politico per il re di Navarra.
Dopo la conclusione della Conferenza, Margherita e il marito accompagnarono la regina madre fino al confine con la Linguadoca, per poi recarsi a Pau, capitale del principato di Béarn, territorio in cui il cattolicesimo era stato vietato dai tempi di Giovanna d'Albret. Da principio il soggiorno fu piacevole per Margherita: «Abbiamo spesso notizie della regina di Navarra che si trova molto bene a Pau e indirizza suo marito come d’abitudine», scrisse una dama di compagnia alla duchessa d'Uzès.
A Pau i coniugi ebbero un aspro confronto a causa della proibizione di praticare il culto cattolico in quei territori. Supportata dal fratello Enrico III, la regina di Navarra prese le difese dei cattolici, mentre il marito si infuriò per l'intromissione della Corona di Francia negli affari politici interni al Béarn. Margherita attribuì il litigio anche all'influenza esercitata sul re di Navarra da una sua nuova amante.
Le divergenze si ricomposero poco dopo, quando Margherita accudì il marito che si era ammalato. La sovrana giurò tuttavia che non avrebbe più messo piede in «quella piccola Ginevra» di Pau finché il culto cattolico vi fosse rimasto interdetto. Il 7 agosto 1579, Margherita ed Enrico si insediarono nel castello di Nérac, residenza abituale dei sovrani di Navarra e capitale del ducato d'Albret, in cui non era applicata l'intolleranza religiosa presente a Pau, essendo parte del regno di Francia.

#### La corte di Nérac
Il poeta Théodore Agrippa d'Aubigné scrisse: «La regina di Navarra ha presto sconfitto gli animi e incatenato le spade». Intorno a Margherita si era formata una vera e propria accademia letteraria. Oltre ad Agrippa, compagno d'armi di Enrico, frequentavano la corte anche Guillaume de Salluste Du Bartas, Guy Du Faur de Pibrac e Michel de Montaigne, che ebbe con la regina molti scambi culturali.
La corte di Nérac fu soprattutto celebre per le avventure amorose che vi avevano luogo in tanto grande numero, che Shakespeare vi trovò l'ispirazione per il suo Pene d'amor perdute. «L'agio porta con sé i vizi, come i serpenti il calore» scrisse Théodore Agrippa d'Aubigné, mentre Sully ricordò: «La corte fu un tempo dolce e piacevole; perché non si parlava d'altro che d'amore e di piaceri e di passatempi che da essi dipendevano». Un pettegolezzo di corte attribuì a Margherita una relazione con uno dei più illustri compagni di suo marito, il visconte di Turenne.

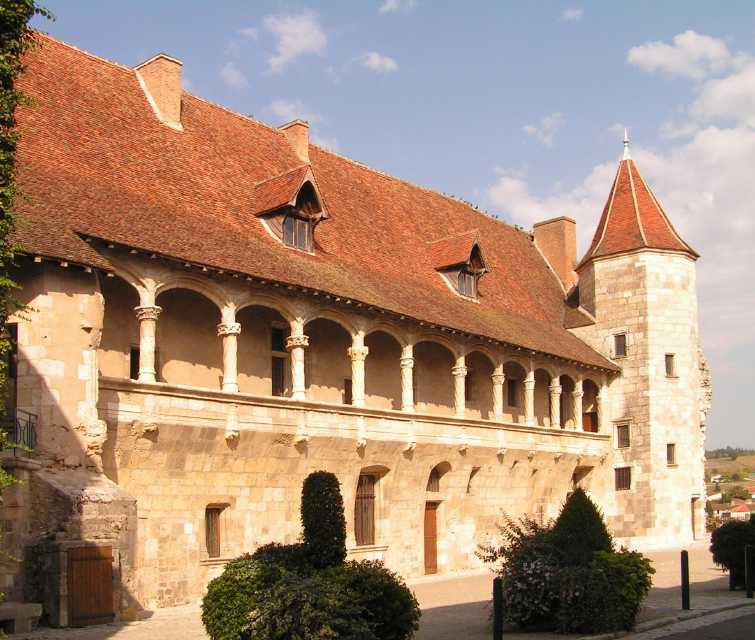
Il castello di Nérac

Nel 1579 scoppiò la settima guerra di religione, detta la "guerra degli amanti", perché fu falsamente creduto che fosse stata dichiarata da Margherita, a causa del rancore che ella provava contro il fratello maggiore e per la vita mondana che i re di Navarra conducevano a Nérac. Il conflitto in realtà fu provocato da un'inadeguata attuazione degli accordi presi nell'ultimo editto di pace e da uno scontro avvenuto tra Enrico di Navarra e un luogotenente del re in Guienna, regione sotto la giurisdizione del re di Navarra. Durò poco, in parte anche grazie a Margherita che suggerì di appellarsi ad Alençon per portare avanti le trattative: che portarono rapidamente alla pace di Fleix nel 1580.
Fu allora che Margherita si innamorò di un grande scudiero di suo fratello, Jacques de Harlay, signore de Champvallon. Le lettere che ella gli aveva indirizzato illustrano una concezione dell'amore legata al neoplatonismo, in cui si privilegiava l'unione delle menti a quella dei corpi (sebbene ciò non significava che Margherita rifiutasse l'amore fisico) al fine di giungere alla fusione delle anime.
Dopo la partenza di Alençon la situazione di Margherita andò deteriorandosi. Responsabile di questa situazione fu una delle sue damigelle d'onore, Françoise de Montmorency-Fosseux, della quale suo marito si era infatuato quando lei aveva quattordici anni. Una volta rimasta incinta, Françoise non cessò di mettere Enrico contro la moglie, sperando forse di sposare il re di Navarra. Enrico però, come la moglie, pretese che ella nascondesse la sua gravidanza; infine, come scrisse Margherita nelle sue Memorie: «Volle Dio, ch'ella non partorisse che una figlia, la quale per di più era morta».

### Ribellione (1582-1592)

#### Scandalo a Parigi

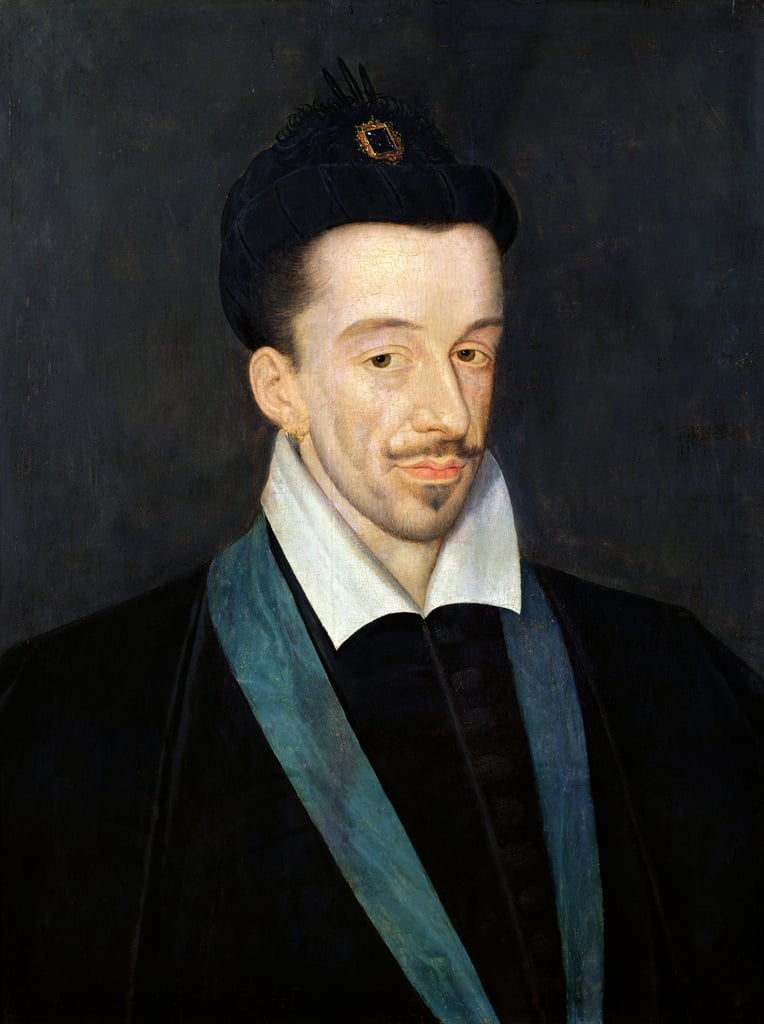
Enrico III di Francia

Nel 1582 Margherita lasciò Nérac. Certamente la regina non aveva raggiunto gli obiettivi che sua madre e suo fratello maggiore si erano proposti per lei e non aveva rafforzato neppure la sua posizione attraverso una gravidanza. Tuttavia, i veri motivi della sua partenza non sono chiari. Non c'è dubbio che volesse sfuggire a un ambiente ostile, come era diventata la corte di Nérac, forse voleva essere più vicina al suo amante Champvallon, oppure sostenere suo fratello minore. Giunse a Parigi su invito del fratello e della madre, che speravano di attirare nuovamente il re di Navarra a corte, ma ciò non avvenne perché Margherita non aveva alcuna influenza sul marito, che anzi si infuriò con lei per avere fatto maritare Françoise, che aveva seguito la regina a Parigi.
L'accoglienza fu fredda perché il re la riteneva responsabile dell'ultimo conflitto. La situazione continuò a peggiorare: Margherita incoraggiava le satire contro i costumi di Enrico III, che alternava una vita dissoluta a crisi mistiche, ed era lei stessa al centro degli scandali; quando, nel giugno del 1583, cadde malata, le voci affermavano che era rimasta incinta di Champvallon. Inoltre incoraggiò Alençon a riprendere la spedizione nei Paesi Bassi che il re aveva interrotto, temendo una guerra con il re di Spagna.
Infine nell'agosto del 1583 Enrico III cacciò sua sorella dalla corte, un'azione senza precedenti che attirò le attenzioni di tutta l'Europa, soprattutto a causa della partenza di Margherita, accompagnata da molte umiliazioni. Enrico III, attraversando il corteo di sua sorella, la ignorò; poi fece fermare la sua carrozza e arrestò dei servitori di Margherita, fra cui le dame di Duras e Béthune, che lui stesso interrogò di persona riguardo ai rapporti della sorella con Champvallon e con il duca d'Alençon (di cui le due nobildonne erano probabilmente le intermediarie) e di un presunto aborto della sorella.
Un ritorno in Navarra apparve impossibile, poiché il marito di Margherita rifiutò di riprenderla con sé a causa delle numerose voci che circolavano sul suo conto. Il re di Navarra chiese a Enrico III delle spiegazioni in merito e in seguito dei risarcimenti per la spiacevole situazione. Minacciata di ripudio, Margherita rimase a lungo nell'incertezza, attendendo che si concludessero i negoziati tra la corte di Francia e quella di Navarra. I guerrafondai protestanti trovarono in questa situazione il casus belli che attendevano e il re di Navarra ebbe il pretesto per impadronirsi di Mont-de-Marsan, che Enrico III accettò di cedergli per chiudere la questione.
Otto mesi dopo la sua partenza Margherita poté infine riunirsi con il marito, che non aveva fretta di reincontrarla e che le mostrò ben poco interesse, passione che manifestava alla sua amante del momento, la belle Corisande. Alle sventure di Margherita si aggiunse la morte di Francesco d'Alençon avvenuta nel giugno del 1584 per tubercolosi, facendole perdere il suo alleato più fedele.

#### La presa d'armi
Nel marzo del 1585, quando la guerra riprese, Margherita, rifiutata dalla sua famiglia come dal marito, entrò a fare parte della Lega cattolica, che riuniva i cattolici intransigenti e ostili sia a Enrico III di Navarra sia a Enrico III di Francia. Margherita si impossessò di Agen, città che faceva parte della sua dote e di cui lei era contessa, e fece rafforzare le fortificazioni. Reclutando delle truppe si lanciò all'assalto delle città circostanti. Ma, stanchi delle condizioni imposte da Margherita, gli abitanti di Agen si ribellarono e si accordarono con un generale del re; Margherita quindi dovette fuggire dalla città in tutta fretta.

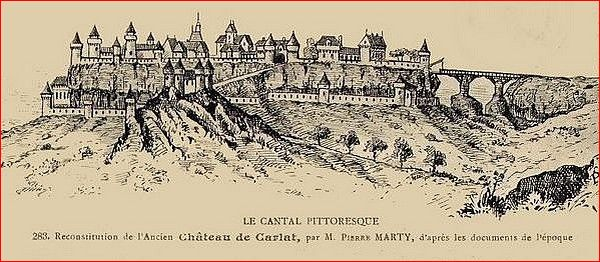
Litografia raffigurante il castello di Carlat nel XVI secolo

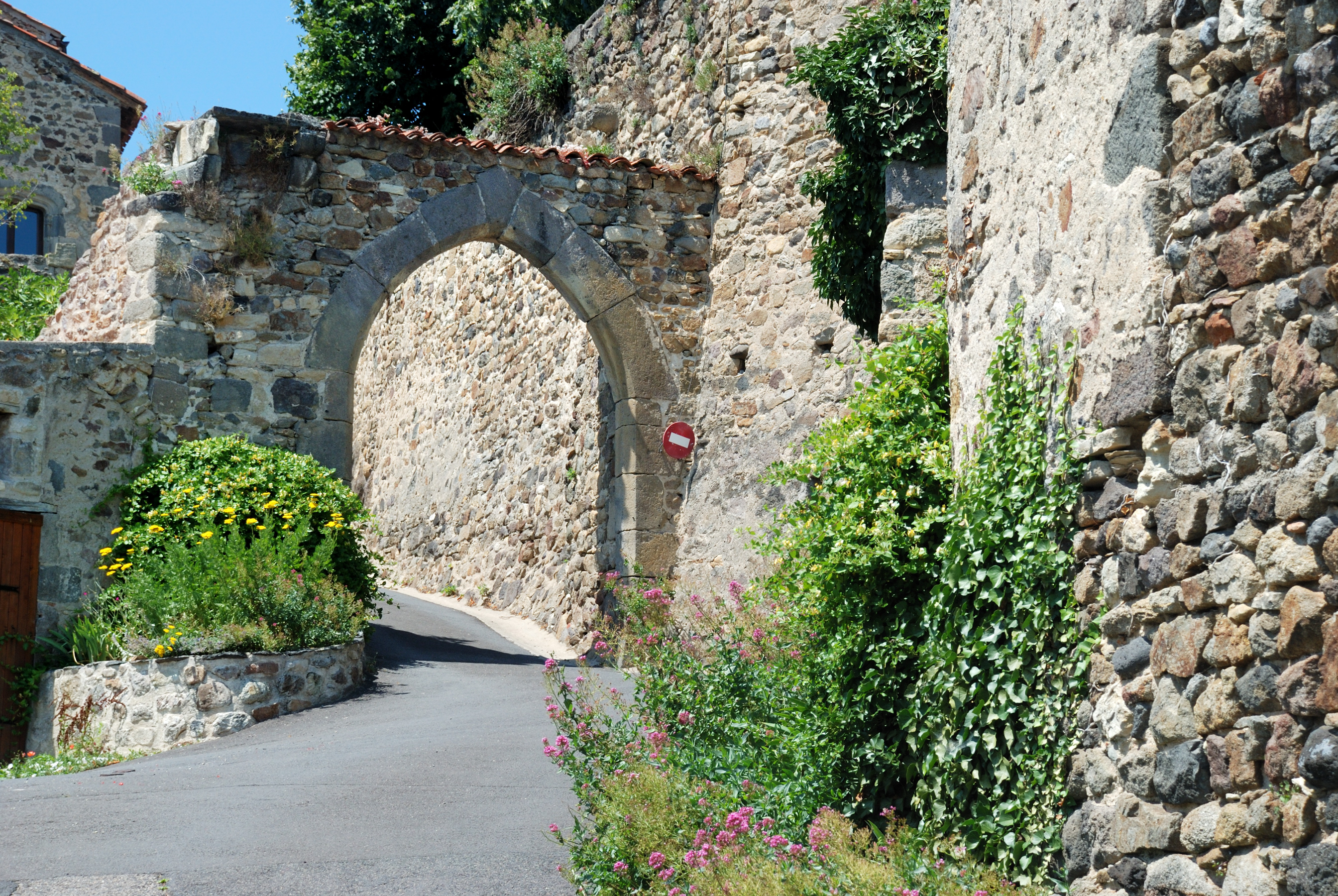
Ruderi dell'antica fortezza di Usson, dove fu rinchiusa Margherita

A novembre la regina di Navarra si stabilì assieme all'amante Gabriel Aubiac nel castello di Carlat, di cui era proprietaria e insieme a un gruppo di nobili radunò in fretta un esercito e tentò di impadronirsi della regione dell'Agenais, ma fallì. All'arrivo delle truppe regali, Margherita dovette nuovamente fuggire. Trovò rifugio un po' più a nord, nel castello di Ibois, un tempo appartenuto a sua madre Caterina.
Nell'ottobre del 1586 fu però assediata alle truppe del fratello e per un mese dovette attendere per sapere che cosa ne sarebbe stato di lei. Il mese seguente Enrico III decise infine che la sorella dovesse essere confinata nel castello di Usson, prigione ai tempi di Luigi XI. Egli stesso scrisse: «La cosa migliore che Dio potesse fare per lei e per noi sarebbe di prendersela con Sé».
La regina madre, che in passato aveva aiutato la figlia, parve non provare più interesse per lei, anzi ordinò che Aubiac fosse impiccato davanti ai suoi occhi. Dal momento che Enrico di Navarra, dopo la morte di Alençon, era diventato il legittimo erede al trono di Francia e poiché dal matrimonio con Margherita non erano nati eredi, Caterina de' Medici desiderava che prendesse in moglie la preferita delle sue nipoti, Cristina di Lorena, che alla fine sposò il granduca di Toscana.

#### Prigionia ed esilio
Dal novembre del 1586 al luglio del 1605 Margherita rimase prigioniera nel castello di Usson. La detenzione però non fu particolarmente dura: Jean Timoléon de Beaufort, marchese di Canillac, il suo carceriere, agevolò le sue condizioni, probabilmente corrotto da Margherita.
Margherita, entrata in possesso del castello e seppure isolata da ciò che accadeva nel resto del regno, ebbe modo di formare come aveva fatto a Nérac una nuova corte di intellettuali, musicisti e scrittori. Fece restaurare la magione e impegnò il suo tempo a leggere moltissime opere, soprattutto religiose ed esoteriche. Pure la sua condizione finanziaria migliorò quando la vedova di suo fratello Carlo IX, Elisabetta d'Austria, con la quale aveva sempre avuto ottimi rapporti, iniziò a mandarle metà delle sue rendite.
Il 5 gennaio 1589 morì la regina madre Caterina de' Medici; il 2 agosto successivo Enrico III venne assassinato da Jacques Clement, un monaco fanatico. Unico superstite della "guerra dei tre Enrichi" (il duca di Guisa era stato ucciso da Enrico III nel dicembre 1588) e successore per diritto di sangue della corona francese, Enrico di Navarra divenne re di Francia come Enrico IV di Francia e Margherita, seppur prigioniera, divenne virtualmente regina di Francia.

### Riconciliazione (1593-1615)

#### Il «regale divorzio»

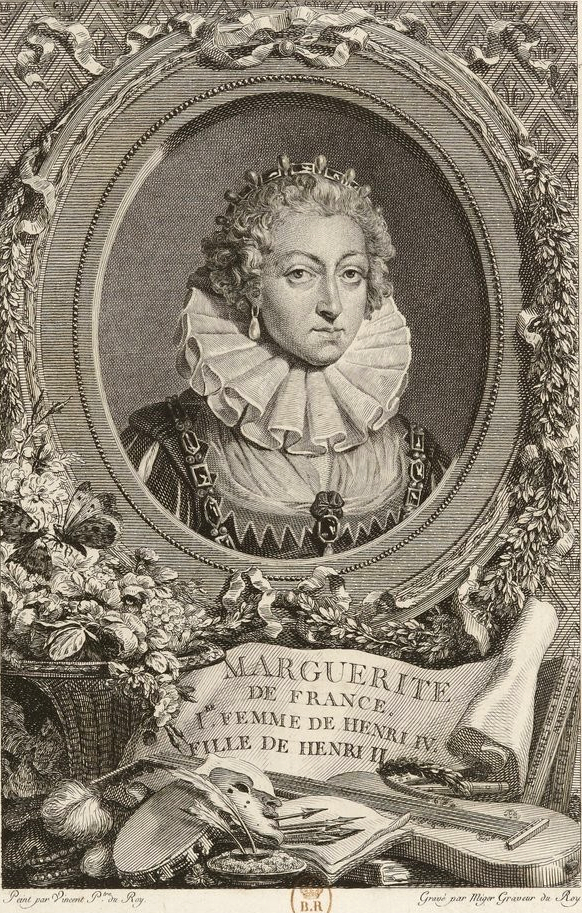
Margherita di Valois, incisione di Simon Charles Miger (XVIII secolo)

Nel 1593 Enrico IV prese dei contatti con Margherita per disporre l'annullamento del loro matrimonio. Per la prima volta Margherita ebbe modo di tenere in mano le sorti della famiglia reale e la sua politica matrimoniale, di cui era stata vittima sin dalla giovinezza. Durante le trattative fra i due coniugi, che durarono sei anni, la situazione finanziaria della regina migliorò, ma venne a conoscenza che il re avrebbe voluto sposare Gabrielle d'Estrées, sua amante dal 1591, e che nel 1594 lo rese padre di Cesare di Borbone-Vendôme. Margherita negò il consenso ad annullare le sue nozze, per avallare un matrimonio che trovava disonorevole per il regno di Francia.
Nel 1594 Margherita ricevette dal suo amico Brantôme, con cui era in contatto epistolare, un panegirico intitolato Discours sur la reine de France et de Navarre. In risposta all'opera del poeta, che su ammissione della regina conteneva alcuni errori e false dicerie su di lei, scrisse le proprie Memorie.
Alla morte di Gabrielle d'Estrées, avvenuta per complicazioni di parto il 10 aprile 1599, Margherita riprese le trattative.
Soltanto il 24 ottobre 1599 accettò l'annullamento, a seguito dell'offerta di generose ricompense: ottenne l'Agenais, la Condomois, Rouergue e il ducato di Valois; in aggiunta ebbe anche diritto a una pensione ed Enrico IV annullò tutti i debiti che aveva conseguito fino a quel momento.
Il papa Clemente VIII poté dunque dichiarare nullo il loro matrimonio con tre motivazioni: la consanguineità di Margherita ed Enrico, l'assenza di figli e il forzato consenso al matrimonio da parte della sposa. A Margherita fu lasciato il titolo di "regina di Francia" e ottenne quello di "duchessa di Valois". Il 17 dicembre 1600 il re sposò la principessa toscana Maria de' Medici.
In seguito alla dichiarazione di nullità del matrimonio ripresero i buoni rapporti tra i due ex coniugi. Dopo venti anni di esilio Margherita entrò nelle grazie del re di Francia. La sua nuova posizione le permise di ricevere in Usson nuovi visitatori, attirati dalla qualità culturale di questo "Nuovo Parnaso" e dalla generosità della padrona di casa.

#### Il ritorno a Parigi

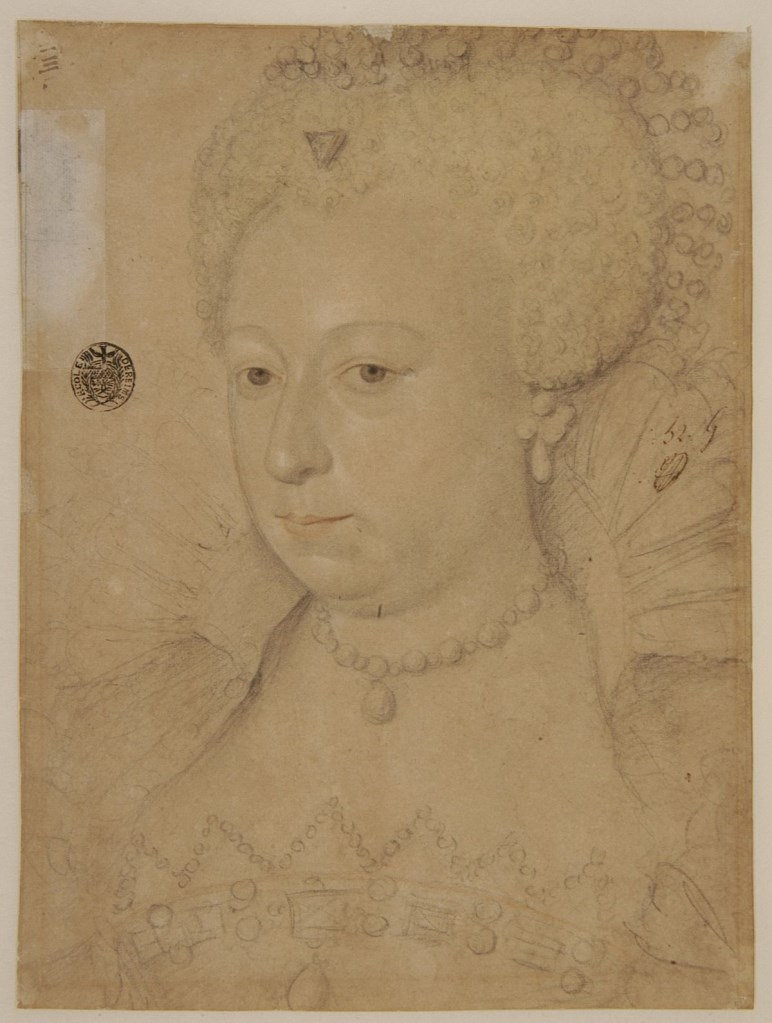
La «Regina Margherita» nel 1605 circa

Nel luglio del 1605 Margherita ottenne il permesso di lasciare Usson e di occupare il "Palazzo Madrid" a Boulogne-sur-Seine (oggi chiamata Neuilly-sur-Seine). Ci rimase pochi mesi prima di ritornare a Parigi nell'Hôtel de Sens. Margherita volle ritornare nella capitale non solo per riprendere la vita di corte, ma anche per portare avanti delle importanti questioni finanziarie. Margherita era stata privata della sua eredità materna, dopo la morte di Caterina de' Medici, in virtù di alcuni documenti che la diseredavano. Enrico III aveva infatti ottenuto che tutti i beni della madre andassero a Carlo di Valois, figlio naturale di Carlo IX. Margherita era però in possesso di documenti che la dichiaravano erede universale del patrimonio materno e nel 1606 riuscì a privare il nipote dell'intera eredità.
Dopo la vittoria in tribunale Margherita nominò suo erede universale il Delfino, il futuro Luigi XIII di Francia, a cui si era molto affezionata. Questa fu una mossa politica estremamente importante per la casata dei Borbone, poiché rendeva ufficiale la transizione dinastica fra la casata dei Valois, di cui la regina Margherita era l'ultima discendente legittima, e quella dei Borbone, appena insediatasi sul trono di Francia. Ciò non fece che rafforzare l'amicizia che si era creata con la regina Maria, delegittimando così le pretese di Enrichetta d'Entragues, sorellastra di Carlo di Valois e amante di Enrico IV, che sosteneva che suo figlio fosse il legittimo erede, per una promessa di matrimonio del re.

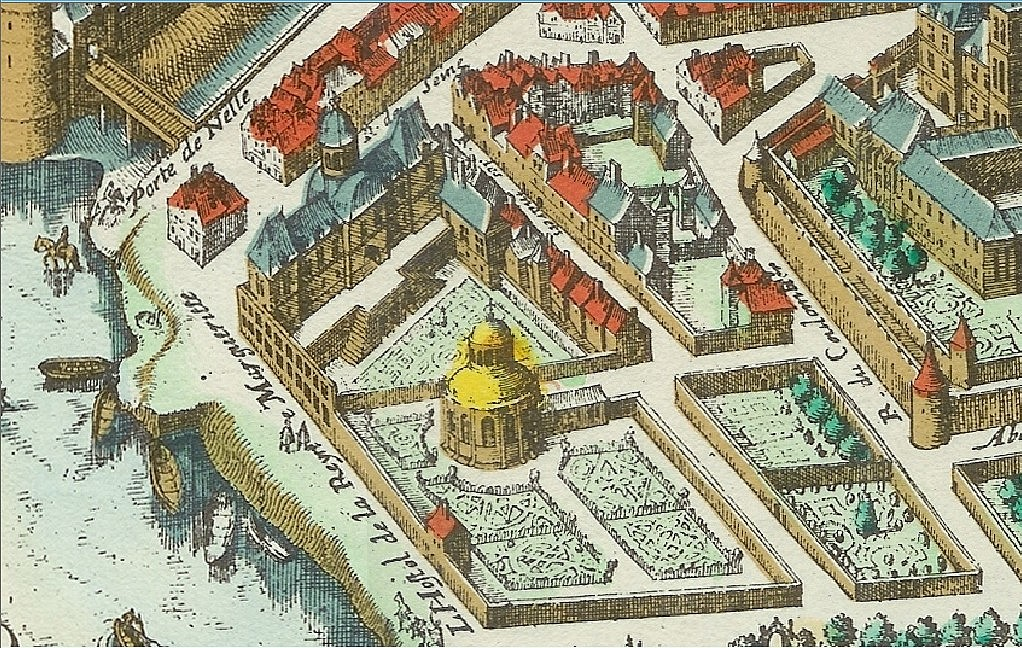
Hôtel de la Reine Marguerite. Attualmente di questo palazzo esiste solo una cappella nella corte Bonaparte, scuola di Belle Arti.

Nel 1607 fece costruire sulla riva sinistra della Senna, di fronte al Louvre, un palazzo di sua proprietà (L'hôtel de la Reine Marguerite), che oggi non esiste più, fatta eccezione per una cappella nella corte Bonaparte della scuola di Belle Arti. Il palazzo divenne un centro intellettuale parigino, politico e aristocratico. Margherita diede fastosi ricevimenti con spettacoli teatrali e balletti che duravano sino a notte inoltrata e da grande mecenate qual era, aprì un salotto letterario in cui organizzò una società di scrittori, filosofi, poeti e studiosi (tra i quali Marie de Gournay, Philippe Desportes, François Maynard, Étienne Pasquier, Théophile de Viau). La regina inoltre continuò le sue opere di beneficenza e si prese come confessore Vincenzo de' Paoli.

#### Ultimi anni
Il 13 maggio 1610 Margherita presenziò pure all'incoronazione di Maria a Saint Denis. Il giorno seguente Enrico IV fu assassinato per mano del monaco fanatico François Ravaillac e Maria de' Medici ottenne la reggenza per il figlio minorenne. Fu anche madrina per il battesimo di suo figlio Gastone d'Orléans, avvenuto il 15 giugno 1610.
La reggente le affidò vari ruoli diplomatici, fra cui il ricevimento degli ambasciatori stranieri a corte e negli Stati generali del 1614, in cui Margherita fu incaricata di negoziare con i rappresentanti del clero. Questo fu il suo ultimo incarico pubblico. Margherita di Valois, ultima discendente legittima dell'antica dinastia reale, si spense a sessantuno anni il 27 marzo 1615, a Parigi. Fu sepolta nella cappella dei Valois.

## Opere

### Memorie
Le Memorie sono l'opera più importante della regina Margherita. Furono scritte durante il periodo di esilio nel castello di Usson, probabilmente a partire dal 1595, forse con l'aiuto di madame di Vermont. A spingerla verso la stesura di questa autobiografia fu Brantôme, che l'anno precedente si era permesso di inviarle una copia del panegirico Discours sur la Reyne de France et de Navarre. Come affermato nell'incipit delle Memorie, la regina avrebbe riscontrato «cinque, ò sei annotationi d'errori», cioè calunnie o incomprensioni che l'apologeta avrebbe involontariamente riportato. Margherita avrebbe deciso di rimediarvi personalmente, scrivendogli la propria versione dei fatti. Probabilmente Brantôme non ricevette mai il testo delle Memorie, poiché il panegirico fu pubblicato con i refusi.
Presentate con falsa modestia come «un'opera di un doppo pranzo», sono in realtà un'elaborata apologia con cui la sovrana colse l'occasione di prendersi una «rivincita sulla storia», narrando la propria vita «alla luce non dei suoi fallimenti ma dei valori a cui si era sempre ispirata –il coraggio, la lealtà, la generosità, l'odio per la dissimulazione, la fedeltà alla religione cattolica», afferma Benedetta Craveri. La veridicità della sua versione è stata spesso oggetto di discussione tra gli studiosi: «La verità è taciuta quando non piace e dissimulata in mezzo a considerazioni filosofiche di scarso valore», riporta la giornalista Dara Kotnik, riproponendo i giudizi più severi. Nonostante i dubbi, l'opera è considerata «un prezioso materiale sulla vita di quel contraddittorio e vulcanico XVI secolo, e in particolare sulla terribile e sanguinaria Corte dei Valois», riporta André Castelot.
Margherita fu la prima donna a scrivere le proprie Memorie utilizzando la prima persona singolare: l'opera svolse un ruolo importante nella cosiddetta «invenzione dell'Io femminile», una strategia collettiva che si manifestò tra la fine XVI secolo e gli inizi del XVII secolo. Quando furono stampate per la prima volta nel 1628, con il finale mancante forse perduto o censurato, nonostante la condanna della censura divennero subito un best seller europeo, divenendo capostipite della memorialistica che si sviluppò dal XVII secolo, ispirando numerosi scrittori come la madamigella di Montpensier.

### Dichiarazione del re di Navarra

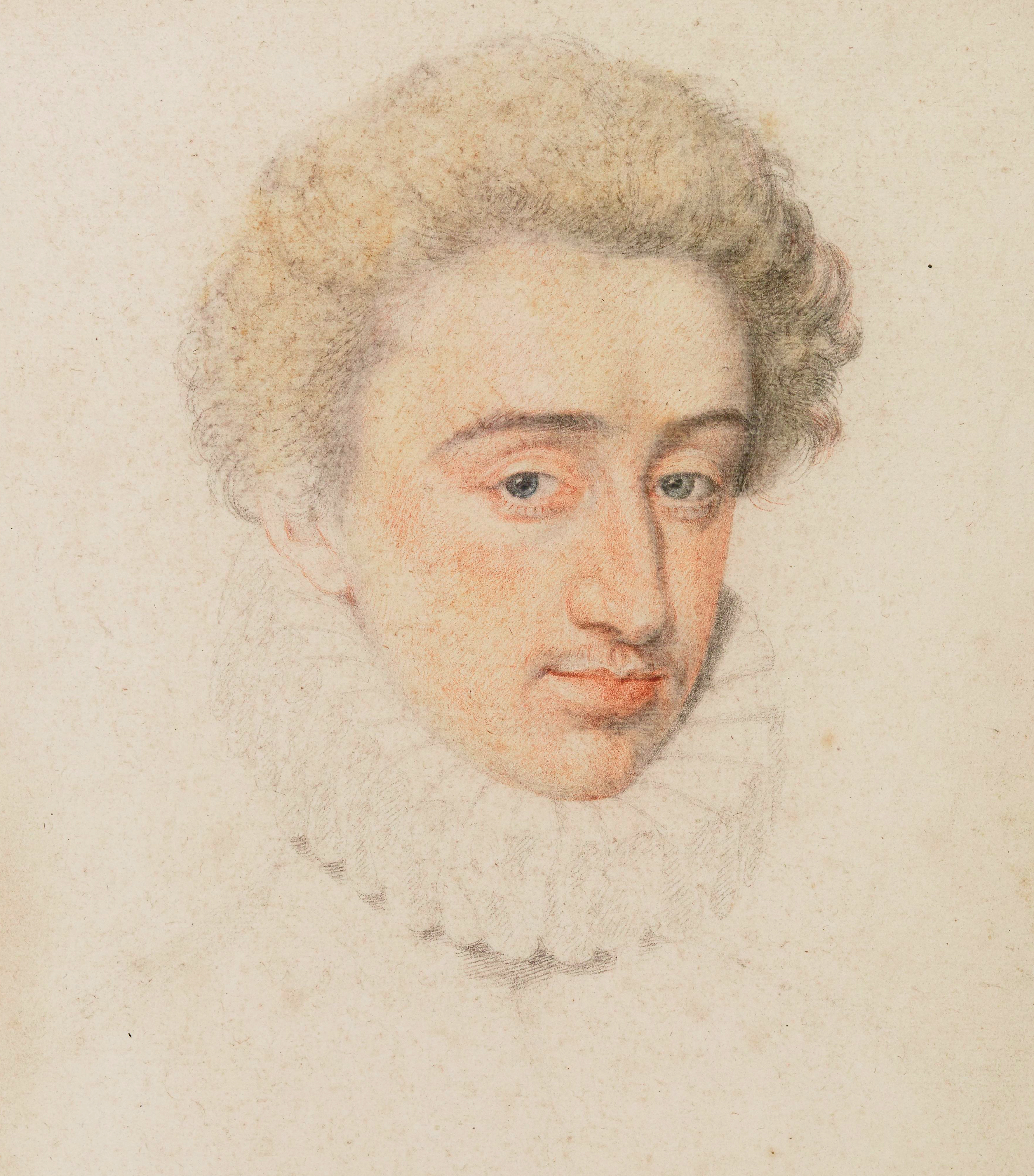
Il marito della regina Margherita, Enrico di Navarra da giovane.

Falliti i colpi di stato della congiura dei Malcontenti, Enrico di Navarra venne arrestato assieme al cognato Francesco d'Alençon l'8 aprile. Il Consiglio reale decise che sarebbero stati sottoposti a processo davanti al Parlamento di Parigi cinque giorni dopo. In questo frangente, Enrico chiese a Margherita di redigere il suo memoriale difensivo: «Fecemi grazia Dio, ch'io mettessi così aggiustamente in carta, ch'egli soddisfatto ne rimase, ed i Commissari stupiti di vederlo così ben prevenuto», rammentò la sovrana nelle Memorie.
Si tratta di una deposizione di circa un quarto d'ora, la cui linea difensiva si basa sull'aspetto affettivo, con una rievocazione cronologica di episodi dall'infanzia di Enrico fino al suo arresto, nel quale Margherita volle evidenziare la lealtà del marito verso la Corona di Francia. La biografa Éliane Viennot sottolinea come la regina sia riuscita «a prendere la parola a nome di un uomo con stupefacente facilità», e come nel testo sia possibile riscontrare «in tutto e per tutto [il suo] stile, [...] per la linea d'attacco che sarà poi sempre tipica di lei: quella della virtù e del diritto offesi, senza sdegnar di usare qualche travisamento». Sottolineando inoltre come «la Storia [...] non abbon[di] di regine esortate dai mariti a scrivere i loro discorsi politici nei momenti di pericolo».
Non è rimasta traccia del testo sotto forma di manoscritto, che risulta comunque la prima opera di una certa lunghezza redatta dalla sovrana. Venne pubblicato la prima volta nel 1659, nelle appendici dei Mémoires di Castelneau de La Mauvissière. Dopo essere stato a lungo considerato «una delle prime manifestazioni del genio politico» di Enrico IV, solo nel XVII secolo è stato riconosciuto come un testo di Margherita e dal 1836 viene costantemente pubblicato assieme alle Memorie della regina.

### Discorso sull'eccellenza delle donne

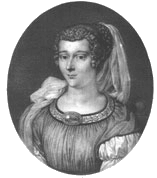
Marie de Gournay fu bibliotecaria di Margherita e attivista femminista.

Il Discours sur l'excellence des femmes o più propriamente Discours doct et subtil dict promptement par la Reyne Marguerite et envoyé à l'autheur des Secretz Moraux è un piccolo manifesto, scritto e pubblicato nel 1614, con cui la regina entrò nella polemica femminista della questione delle donne (Querelle des femmes). Il testo venne redatto in risposta ad un'opera morale, i Secrets Moraux di padre gesuita Loryot, un suo protetto.
Secondo la studiosa Éliane Viennot non sono gli argomenti di questo piccolo manifesto ad essere nuovi né pregevoli, poiché del tutto basato sul De nobilitate et proecellentia foeminei sexus (1529) di Cornelio Agrippa, ma sulla confezione, «breve» ed «essenziale»: in otto punti, affatto pedanti, Margherita riassunse le motivazioni per cui le donne dovevano essere considerate superiori agli uomini (sarebbe stata la sua bibliotecaria Marie de Gournay la prima a parlare di uguaglianza tra i sessi e non più della superiorità dell'uno sull'altro). Solamente nell'introduzione al testo «vi si trovano concentrati il buon senso della regina, la sua logica semplice e incisiva, e anche il suo umorismo» scrive Viennot.
Fu l'unica opera data alle stampe mentre la sovrana era ancora in vita. Nel corso dei secoli il piccolo manifesto venne ristampato poche volte: la prima nel 1618, compresa ne L'Excellence des femmes, avec leur response à l'autheur de l'Alphabet, la seconda solo nel 1891 da Charles Urbain, nel 1920 annesse all'edizione delle Memorie curata da Bonnefon e in quelle del 1999 e 2005, a cura di Éliane Viennot.

### Poesie e lettere
Margherita non firmò mai le proprie poesie, ma è noto che le componesse. Una minima parte della sua produzione è conservata nei manoscritti della Bibliothèque nationale e nelle biblioteche di Rouen e dell'Assemblée nationale. Alcuni frammenti di sue poesie furono riportati in alcuni libelli o cronache del tempo.
È noto che, durante la sua vita, Margherita scrisse numerose lettere, che Brantôme paragonò l'epistolario della sovrana a quello di Cicerone. La maggior parte di esse è andata perduta, ma alcune, in particolare le quattordici indirizzate all'amante Jacques de Harlay de Champvallon sono sopravvissute: lo stile della regina in queste missive private è caratterizzato da molteplici incisi, riferimenti letterari, mitologici o biblici, ispirandosi a Ovidio, Petrarca, Scève e Du Bellay.

## La leggenda della regina Margot

### Storiografia
La storia della principessa Margherita di Valois è oscurata dalla leggenda della "regina Margot", il mito di una donna lasciva nata in una famiglia maledetta. Molte calunnie vennero diffuse durante la vita della principessa, ma quelle presenti nel libello Divorce Satyrique scritto da Théodore Agrippa d'Aubigné contro Enrico IV, furono quelle ad avere più successo e vennero tramandate in seguito come fossero fatti accertati.
Figura in bilico fra due corti, una cattolica e l'altra protestante, e trascinata nelle guerre di religione, Margherita fu bersaglio di una campagna diffamatoria mirata a denigrare attraverso di lei, sua madre, i suoi fratelli e suo marito. Nonostante queste accuse, durante la sua vita, i suoi contemporanei riconobbero che fra tutti i figli di Caterina de' Medici, lei era l'unica ad avere bellezza (era chiamata la "Perla del Valois"), salute, intelligenza ed energia. Notevole latinista, era molto dotta e sapeva risplendere nella società letteraria dell'epoca come nel salotto della marescialla di Retz.
È nel XIX secolo che nacque il mito della regina Margot. Il soprannome fu inventato da Alexandre Dumas che intitolò il suo primo romanzo sulla trilogia dei Valois: La regina Margot (1845), descrivendo nel romanzo la notte di San Bartolomeo e gli intrighi di corte successivi. Lo storico Jules Michelet invece sfruttò la figura della principessa Valois per denunciare la "depravazione" del vecchio regime.
Fra il XIX e il XX secolo alcuni storici, come il conte Léo de Saint-Poincy, cercarono di riabilitare la figura della sovrana, tentando di discernere gli scandali dalla la realtà, raffigurandola come una donna che sfidava le turbolenze della guerra civile tra cattolici e protestanti e che non si era mai sentita inferiore ai suoi fratelli, volendo anzi partecipare agli affari del regno, affrontando quindi oltre alla vita privata anche i comportamenti politici della sovrana. Tuttavia questi studi rimasero marginali e non influenzarono i testi ufficiali.
Nel XX secolo ci fu un exploit di opere divulgative sulla figura della regina, con una sostanziale regressione di ogni criterio storiografico. In particolare, Guy Breton inaugurò nel 1950 una serie di libri di narrativa erotica che minò drasticamente l'immagine della regina Margherita di Valois, raccontando scandali e storie scabrose a uso del grande pubblico.
Solo a partire dagli anni novanta alcuni storici, come Eliane Viennot e Janine Garrison, hanno contribuito a riabilitare l'immagine degli ultimi Valois e ricordare la distinzione tra la figura storica di Margherita di Valois e la leggenda della regina Margot. Tuttavia opere cinematografiche e opere letterarie hanno continuato a perpetrare l'immagine di una donna oscena e lasciva.

### Gli errori comuni
La maggior parte di questi errori provengono da falsificazioni della vita della regina durante il XVII e XVIII secolo. Nonostante la loro stravaganza queste notizie sono state più volte riproposte nel tempo da molti autori che, per mancanza di rigore, non hanno controllato la fonte originale. Il contemporaneo della regina, l'austero Théodore Agrippa d'Aubigné, è in gran parte responsabile della maggior parte delle calunnie sul conto della regina.
- La ninfomania di Margherita: l'origine di questa leggenda proviene da un pamphlet protestante scritto contro Enrico IV, il Divorce Satyrique (1607). Risulta uno degli elementi della leggenda più diffusi.[179] La sua permanenza a Usson viene spesso presentata come un periodo di decadenza dove la regina occupa il suo tempo a copulare con prestanti giovani contadini del luogo.[181] Invece la regina era una sostenitrice dell'amore cortese e del neoplatonismo. Nell'aristocrazia francese era consuetudine per una donna sposata essere "servita", in accordo con il marito, da diversi giovani "galanti". Quanto ai rapporti extraconiugali di Margherita, le lettere indirizzate a Champvallon, il suo più famoso amante, conservate fino a oggi, mostrano come viveva la passione che provava per lui secondo la teoria neoplatonica. In seguito anche un suo ex servitore, passato al servizio del cardinale Richelieu, scriverà di avere conosciuto i figli illegittimi che la regina avrebbe avuto da Champvallon e d'Aubiac: tutto per rafforzare le motivazioni che avrebbero portato all'annullamento delle nozze e quindi all'ascesa dei Borbone sul trono di Francia.[182]
- I rapporti incestuosi con i fratelli: la calunnia si è presentata la prima volta nel pamphlet protestante scritto contro la famiglia Valois intitolato Le réveil-matin des Français (1574), in cui si dice che avesse perso la verginità con suo fratello Enrico, di cui sarebbe rimasta incinta durante il grande viaggio attraverso la Francia, nei primi anni di regno di Carlo IX.[45]
- La coercizione al momento del "sì" nuziale: il giorno del matrimonio, il re Carlo IX le avrebbe spinto la testa in modo da farle dare il consenso al matrimonio durante la cerimonia nuziale sul sagrato di Notre Dame. Il fatto è assente nelle Memorie della regina ed è stato raccontato la prima volta ne l'Histoire de France (1646) scritta dallo storico di regime Mézeray.[183]
- Avrebbe preso con sé la testa decapitata di La Môle: la notizia proviene dal Divorce Satyrique (1607).[184] Il fatto venne reso popolare in epoca romantica da Stendhal nel suo romanzo Il rosso e il nero.
- Avrebbe fatto uccidere Du Guast, mignon del re: l'accusa proviene dal Historiarum sui temporis di Jacques-Auguste de Thou (tradotto in francese nel 1659), noto per il suo pregiudizio contro i Valois. Secondo Thou, la regina avrebbe convinto il barone di Vitteaux (indicato all'epoca come l'assassino del favorito) a uccidere Du Guast, anche se all'epoca nessuno la incolpò, e molti pensarono a un regolamento di conti.[185] Nel XIX secolo l'accusa sarà ripresa da Jules Michelet nella sua Histoire de France, che tuttavia cambierà metodo di convincimento, ritraendo la regina mentre ricompensa l'assassino con un amplesso nella chiesa di Saint Augustin.[186]
- I suoi intrighi amorosi scatenarono la settima guerra di religione: l'origine della calunnia è da attribuirsi alla Histoire universelle di d'Aubigné (1617) e alle Memorie del duca di Sully, che cercarono di nascondere le proprie responsabilità e quelle dei protestanti nella ripresa del conflitto.[187] Questa leggenda è stata allegramente ripresa in epoca romantica, tanto che il conflitto fu chiamato la «guerra degli amanti».

## Ascendenza
|                                   |                |                                    | Genitori                         |  |  | Nonni |  |  | Bisnonni                  |  |  | Trisnonni                    |  |
|                                   |                |                                    |                                  |  |  |       |  |  | Carlo di Valois-Angoulême |  |  | Giovanni di Valois-Angoulême |  |
|                                   |                |                                    |                                  |  |  |       |  |  | Carlo di Valois-Angoulême |  |  | Giovanni di Valois-Angoulême |  |
|                                   |                | Margherita di Rohan                |                                  |  |  |       |  |  | Carlo di Valois-Angoulême |  |  |                              |  |
| Francesco I di Francia            |                |                                    |                                  |  |  |       |  |  | Carlo di Valois-Angoulême |  |  |                              |  |
|                                   |                | Luisa di Savoia                    | Filippo II di Savoia             |  |  |       |  |  |                           |  |  |                              |  |
|                                   |                | Luisa di Savoia                    | Filippo II di Savoia             |  |  |       |  |  |                           |  |  |                              |  |
|                                   |                | Luisa di Savoia                    | Margherita di Borbone-Clermont   |  |  |       |  |  |                           |  |  |                              |  |
| Enrico II di Francia              |                | Luisa di Savoia                    |                                  |  |  |       |  |  |                           |  |  |                              |  |
|                                   |                | Luigi XII di Francia               | Carlo di Valois-Orléans          |  |  |       |  |  |                           |  |  |                              |  |
|                                   |                | Luigi XII di Francia               | Carlo di Valois-Orléans          |  |  |       |  |  |                           |  |  |                              |  |
|                                   |                | Luigi XII di Francia               | Maria di Clèves                  |  |  |       |  |  |                           |  |  |                              |  |
| Claudia di Francia                |                | Luigi XII di Francia               |                                  |  |  |       |  |  |                           |  |  |                              |  |
|                                   |                | Anna di Bretagna                   | Francesco II di Bretagna         |  |  |       |  |  |                           |  |  |                              |  |
|                                   |                | Anna di Bretagna                   | Francesco II di Bretagna         |  |  |       |  |  |                           |  |  |                              |  |
|                                   |                | Anna di Bretagna                   | Margherita di Foix               |  |  |       |  |  |                           |  |  |                              |  |
| Margherita di Valois              |                | Anna di Bretagna                   |                                  |  |  |       |  |  |                           |  |  |                              |  |
|                                   | Piero il Fatuo | Lorenzo de' Medici                 |                                  |  |  |       |  |  |                           |  |  |                              |  |
|                                   | Piero il Fatuo | Lorenzo de' Medici                 |                                  |  |  |       |  |  |                           |  |  |                              |  |
|                                   | Piero il Fatuo | Clarice Orsini                     |                                  |  |  |       |  |  |                           |  |  |                              |  |
| Lorenzo de' Medici duca di Urbino | Piero il Fatuo |                                    |                                  |  |  |       |  |  |                           |  |  |                              |  |
|                                   |                | Alfonsina Orsini                   | Roberto Orsini                   |  |  |       |  |  |                           |  |  |                              |  |
|                                   |                | Alfonsina Orsini                   | Roberto Orsini                   |  |  |       |  |  |                           |  |  |                              |  |
|                                   |                | Alfonsina Orsini                   | Caterina Sanseverino             |  |  |       |  |  |                           |  |  |                              |  |
| Caterina de' Medici               |                | Alfonsina Orsini                   |                                  |  |  |       |  |  |                           |  |  |                              |  |
|                                   |                | Giovanni III de La Tour d'Auvergne | Bertrando VI de La Tour          |  |  |       |  |  |                           |  |  |                              |  |
|                                   |                | Giovanni III de La Tour d'Auvergne | Bertrando VI de La Tour          |  |  |       |  |  |                           |  |  |                              |  |
|                                   |                | Giovanni III de La Tour d'Auvergne | Luisa de la Trémoille            |  |  |       |  |  |                           |  |  |                              |  |
| Madeleine de La Tour d'Auvergne   |                | Giovanni III de La Tour d'Auvergne |                                  |  |  |       |  |  |                           |  |  |                              |  |
|                                   |                | Giovanna di Borbone-Vendôme        | Giovanni VIII di Borbone-Vendôme |  |  |       |  |  |                           |  |  |                              |  |
|                                   |                | Giovanna di Borbone-Vendôme        | Giovanni VIII di Borbone-Vendôme |  |  |       |  |  |                           |  |  |                              |  |
|                                   |                | Giovanna di Borbone-Vendôme        | Isabelle de Beauvau              |  |  |       |  |  |                           |  |  |                              |  |
|                                   |                | Giovanna di Borbone-Vendôme        |                                  |  |  |       |  |  |                           |  |  |                              |  |

## Margherita nella cultura di massa

### Teatro
- Il massacro di Parigi, opera di Christopher Marlowe (1593)
- Pene d'amor perdute, opera di William Shakespeare (1594–5)
- Margot, opera di Édouard Bourdet (1935)
- Caterina de' Medici, opera di Paolo Poli (1997)

### Letteratura
- La Regina Margot di Alexandre Dumas (1845)
- La regina Margot di André Castelot (1994)
- La giovinezza di Enrico IV di Heinrich Mann (1935)
- Maturità e destino di Enrico IV di Heinrich Mann (1938)

### Musica
- Gli ugonotti, opera composta da Giacomo Meyerbeer nel 1836

### Cinema
- Intolerance, film del 1916 con Constance Talmadge
- La Regina Margot, film del 1954 con Jeanne Moreau
- Donne di piacere, film del 1991 con Marianne Basler
- La Regina Margot, film del 1994 con Isabelle Adjani
- Henri 4, film del 2010 con Armelle Deutsch

### Fumetto
- Ôhi Margot - La Reine Margot, manga di Moto Hagio (2012 - in corso)

### Esplicative
1. ↑  Nonostante il soprannome sia divenuto famoso grazie al romanzo di Alexandre Dumas, pare che solo Carlo chiamasse la sorella con quel diminutivo, derivato probabilmente dal nome del personaggio interpretato da Margherita in una pastorale di Ronsard, recitata dai Fils de France a Fontainebleau nel carnevale 1564 (Viennot, 1994, p. 22).
2. ↑  Gli ambasciatori erano convinti dell'ascendente esercitato da Margherita sul fratello minore. «Regnava in modo tanto assoluto sul suo spirito che un suo sguardo o una sua parola lo rendevano capace di qualsiasi cosa desiderasse da lui» avrebbe scritto di lei Gomberville, il curatore della prima edizione dei cosiddetti Mémoires del duca di Nevers. Cfr.  Les mémoires de Monsieur le duc de Nevers, prince de Mantoue, Vol. I, p. 70, su gallica.bnf.fr.; Dupleix e altri storiografi ufficiali sotto il periodo borboico l'avrebbe invece rimproverata di aver spronato inopportunamente Francesco nelle sue iniziative contro la monarchia. Cfr.  Dupleix, Histoire de Henri III, p. 46, su gallica.bnf.fr.; Cfr. Viennot, 1994, pp. 264-300.
3. ↑  Nel 1985, lo storico Jean-Marie Constat avrebbe affermato che la dama di compagnia fosse stata allontanata perché intratteneva una «relazione peccaminosa» con la padrona, poi ripresa anche in libri successivi. L'insinuazione di una relazione omosessuale tra le due ragazze si baserebbe sull'alterata interpretazione di un passo delle Memorie, in cui Margherita avrebbe definito quello tra lei e Thorigny come una «particulière amitié». Cfr. Viennot, 1994, p. 403; Bertière, 1996, pp. 340-341; Casanova, 2014, p. 107.
4. ↑  Nelle Memorie, Margherita avrebbe indicato il duca d'Alençon come il principale riconciliatore del proprio matrimonio, ma all'epoca dell'annullamento delle nozze, il marito avrebbe detto di aver dormito sette mesi con lei senza compiere il dovere coniugale. Cfr. Boucher, 1998, p. 159.
5. ↑  Se nelle Memorie avrebbe opportunamente celato ogni cosa, gli ambasciatori furono certi del suo coinvolgimento. Cfr.  Négociations diplomatiques de la France avec la Toscane. Tome 4, p. 44, su gallica.bnf.fr.
6. ↑  In seguito sarebbe divenuta famosa la ricostruzione dei fatti fornita dal magistrato Jacques-Auguste de Thou, nella sua Historia sui temporis (tradotto in francese nel 1659), secondo cui la stessa Margherita sarebbe stata la mandante di questo omicidio. Secondo Thou, noto per il suo pregiudizio contro i Valois, la regina di Navarra avrebbe convinto il barone di Vietteaux grazie alle sue ottime e famose capacità persuasive. Presto inserita nell'Indice dalla Chiesa, l'opera fu comunque utilizzata come fonte dalla storiografia borbonica a partire da Mézeray. In seguito la tesi fu resa famosa da Jules Michelet nella sua Histoire de France, in cui modificò il metodo di convincimento della regina, trasformandolo in un amplesso consumato nella chiesa dove aveva raggiunto l'assassino. La studiosa Éliane Viennot ha confutato la ricostruzione di Thou, sostenendo che la ricchezza di particolari fornita nel descrivere Margherita e Vitteaux non possa essergli stata riferita da alcuno, data la differenza di rango sociale tra lui e i diretti interessati. Inoltre all'epoca dell'omicidio il magistrato era di ritorno da un viaggio in Italia, mentre Margherita si trovava agli arresti domiciliari e ammalata. Senza considerare che la maggior parte delle fonti la ritenne estranea all'accaduto. Cfr. Viennot, 1994, pp. 257-258, p. 345. Solo l'ambasciatore toscano avrebbe citato un possibile coinvolgimento della regina di Navarra, ma avrebbe fatto i nomi di altri possibili mandanti: la duchessa di Nevers, il duca d'Alençon e la regina madre Caterina. Cfr.  Négociations diplomatiques de la France avec la Toscane. Tome 4, p. 50, su gallica.bnf.fr.
7. ↑  Con lettera patente, il 18 marzo 1578, Margherita ricevette da Enrico III i siniscalcati di Quercy e Agenais, i domini reali di Condomois, Alvernia e Rouergue, le signorie di Rieux, Alby e Verdun-sur-Garonne. Cfr. Williams, 1910, p. 246.
8. ↑  «Pareva tra tanto, che la regina madre avesse accommodato le cose verso la Guascogna, e quietati li strepiti, avendo, per maggior sicurtà, consignata la figliuola al re di Navarra suo marito. Il quale, con tutto che avesse fatto prima un poco di resistenza, dicendo che non la voleva ricevere se non si facevano le nozze al costume e usanza della religione riformata, si acquetò però in fine, e l’accettò con molto amore e onore, dormendo seco tre notte alla fila in Reola» scrisse l'ambasciatore veneziano. Cfr.  Relations des ambassadeurs vénitiens sur les affaires de France au XVIe siècle. 2 / recueillies et trad. par M. N. Tommaseo pp. 392-394., su gallica.bnf.fr.
9. ↑  Secondo alcune dicerie si disse che fu sedotto dalla regina, sebbene non vi siano prove al riguardo. È probabile che il marchese sia stato corrotto dalla regina, viste le concessioni di terre che Margherita gli fece. O forse il marchese si schierò con la Lega cattolica, tradendo il re di Francia (Viennot, 1994, pp. 180-182).
10. ↑  Boucher suggerisce che l'ex-madamigella di Thorigny abbia aiutato la sovrana nella stesura delle Memorie, spiegando in questo modo la presenza dei «lunghi e fastidiosi» passi dedicati alla dama, che era stata vergognosamente cacciata di corte nel 1575. Suggerisce inoltre che le Memorie siano state aggiornate nel corso degli anni, a causa di alcune incongruenze cronologiche su vicende personali di alcuni personaggi citati. Cfr. Boucher, 1998, pp. 357-359.
11. ↑  «Di quanto è scritto nelle Memorie bisogna cogliere lo spirito, non la sincerità» osserva la giornalista. Cfr. Kotnik, 1987, p. 207 e p. 149. Molti studiosi citeranno un'affermazione di Martin Le Roy de Gomberville, curatore dei Mémoires de Monsieur le duc de Nevers: «Questa principessa non è la storica più fedele del mondo». Cfr. Viennot, 1994, pp. 294-296 Anche lo storico Robert J. Knecht ammette la possibilità che la sovrana possa raccontare bugie. Cfr. Knecht, 2014, p. 11.
12. ↑  L'opera tratta la vita della sovrana solo fino al 1582 e tre grandi lacune, «che non paiono però frutto di censura», commenta Viennot: un breve passaggio riguardo al funerale di Giovanna d'Albret, la seconda una breve descrizione dei festeggiamenti nuziali, la terza e la più lunga riguarda il periodo di tempo che va dalla notte di san Bartolomeo alla partenza di Enrico III per la Polonia, quasi un anno dopo. Cfr. Viennot, 1994, p. 269 e p. 440.
13. ↑  Seguirono altre sei edizioni clandestine nel 1628 e nel 1629, poi almeno una ristampa ogni cinque anni fino al 1660. Fra il 1630 e il 1645 l'opera fu tradotta e stampata tre volte in Inghilterra, mentre nel 1641 fu tradotta in italiano. Cfr. Viennot, 1994, p. 270.

### Riferimenti
1. ↑  anche Duchessa di Valois, Duchessa di Etampes, Duchessa di Senlis, Contessa d'Agenais, Contessa della Rouergue, Contessa di Alvernia, Contessa di Marle, Viscontessa di Carlat, Signora di La Fère, Signora di Rieux, Signora di Rivière, Signora di Verdun e Signora dell'Albigenois
2. ↑  Viennot, 1994, p. 241.
3. ↑  Mariéjol, 1928, p. 1.
4. ↑  Viennot, 1994, p. 13; Jouanna, Boucher, Biloghi, Le Thiech, 1998, p. 1074.
5. ↑  Albèri, Relazioni degli ambasciatori veneti al Senato, Serie I, Volume III, p. 432.
6. ↑  Frieda, 2005, pp. 280-281; Tabacchi, 2018, p. 66.
7. ↑  Knecht, 1998, pp. 50-74.
8. ↑  Valois, 1641, p. 18.
9. ↑  Holt, 1985, p. 9.
10. ↑  Viennot, 1994, pp. 22-23.
11. ↑  Frieda, 2005, p. 205.
12. ↑  Garrisson, 1994, p. 35; Craveri, 2008, p. 61.
13. ↑  Craveri, 2008, p. 66.
14. ↑  Mariéjol, 1928, pp. 6-8, p. 16-17.
15. ↑  Garrisson, 1994, p. 17.
16. ↑  Frieda, 2005, p. 248.
17. ↑  Viennot, 1994, p. 14.
18. ↑  Viennot, 1994, pp. 17-19.
19. ↑  Vaissière, 1940, pp. 7-8.
20. ↑  Valois, 1641, p. 30.
21. ↑  Viennot, 1994, pp. 34-35; Bertière, 1996, p. 232.
22. ↑  Boucher, 1998, pp. 16-18.
23. ↑  Mahoney, 1975, p. 142.
24. ↑  Bertière, 1996, pp. 235-236; Hirschauer, 1922, pp. 130-131.
25. ↑  Craveri, 2008, pp. 61-62.
26. ↑  Mariéjol, 1928, pp. 19-20.
27. ↑  Boucher, 1998, pp. 21-22.
28. ↑  Viennot, 1994, pp. 39-40.
29. ↑  Tabacchi, 2018, p. 67.
30. ↑  Williams, 1907, p. 60; Frieda, 2005, p. 280.
31. ↑  Babelon, 2017, p. 170; Garrisson, 1994, p. 50.
32. ↑  Knecht, 1998, p. 153.
33. ↑  Tabacchi, 2018, pp. 67-68; Albèri, Relazioni degli ambasciatori veneti al Senato, Serie I, Volume IV, pp. 287-288.
34. ↑  Viennot, 1994, p. 63; Craveri, 2008, p. 61.
35. ↑  Bertière, 1994, p. 230; Mahoney, 1975, pp. 232-233.
36. ↑  Valois, 1641, p. 87.
37. ↑  Tabacchi, 2018, pp. 82-95.
38. 1 2  Craveri, 2008, pp. 81-82.
39. ↑  Valois, 1641, pp. 56-60.
40. ↑  Garrisson, 1994, p. 60.
41. ↑  Valois, 1641, p. 61.
42. ↑  Goldstone, 2015, p. 176; Garrisson, 1987, pp. 50-51.
43. ↑  Bertiére, 1996, pp. 243-246.
44. ↑  Haldane, 2014, p. 58.
45. 1 2  Viennot, 1994, p. 246.
46. ↑  Viennot, 1994, p. 62.
47. ↑  Holt, 1985, pp. 28-30.
48. ↑  Wellman, 2013, p. 284.
49. ↑  Valois, 1641, pp. 63-64.
50. ↑  Viennot, 1994, pp. 62-63.
51. ↑   Correspondance du nonce en France, Antonio Maria Salviati (1572-1578) Tome: I, p. 830., su books.google.it.
52. ↑  Boucher, 1998, p. 189.
53. ↑   Correspondance du nonce en France, Antonio Maria Salviati (1572-1578) Tome: I, pp. 839-840., su books.google.it.
54. ↑  Viennot, 1994, pp. 64-65.
55. ↑  Viennot, 1994, pp. 66-67; Simonin, 1995, pp. 430-431.
56. ↑  Erlanger, 1991, p. 85.
57. ↑  Mahoney, 1975, p. 190.
58. ↑  Knecht, 1998, p. 171.
59. ↑  Viennot, 1994, pp. 67-69.
60. ↑  De Crue, 1892, p. 199.
61. ↑  Valois, 1641, pp. 66-67.
62. ↑  Knecht, 1998, pp. 172-173.
63. ↑   Correspondance du nonce en France Antonio Maria Salviati: (1572 - 1574). 2. 1574 - 1578, p. 194., su books.google.it.
64. 1 2  Cloulas, 1980, p. 344.
65. ↑   Négociations diplomatiques de la France avec la Toscane. Tome 4, p. 50, su gallica.bnf.fr.; Viennot, 1994, pp. 75-84.
66. ↑  Bertière, 1996, pp. 338-40.
67. ↑  Viennot, 1994, p. 76; Pitts, 2009, p. 72.
68. ↑  Boucher, 1998, p. 195.
69. 1 2  Boucher, 1998, p. 158.
70. ↑  Valois, 1641, pp. 80-81.
71. ↑   Dupleix, Histoire de Henri III, p. 46, su gallica.bnf.fr..
72. ↑  Bertière, 1996, p. 316; Wellman, 2013, p. 287; Craveri, 2008, p. 72.
73. ↑  Orieux, 2017, p. 614; Chamberlain, 1974, p. 140.
74. ↑  Frieda, 2005, p. 380.
75. ↑  Pitts, 2009, p. 73.
76. ↑   Relazioni degli ambasciatori veneti, Serie I, Volume IV, p. 320, su books.google.it.
77. ↑   Négociations diplomatiques de la France avec la Toscane. Tome 4, p. 38, su gallica.bnf.fr.
78. ↑  Viennot, 1994, p. 77.
79. ↑  Craveri, 2008, pp. 73-74.
80. ↑  Craveri, 2008, p. 76.
81. ↑  Strange, 1976, p. 230.
82. ↑   Correspondance du nonce en France Antonio Maria Salviati: (1572 - 1574). 2. 1574 - 1578, p. 299., su books.google.it.
83. ↑  Boucher, 1998, p. 159.
84. ↑  Valois, 1641, p. 108; Viennot, 1994, p. 86.
85. ↑  Viennot, 1994, pp. 89-90.
86. ↑  Garrisson, 1994, p. 141.
87. ↑  Sealy, 1981, pp. 18-19.
88. ↑  Knecht, 1998, pp. 181-182.
89. ↑  Pitts, 2009, pp. 74-76.
90. ↑  Boucher, 1998, p. 160.
91. ↑  Valois, 1641, pp. 117-118; Viennot, 1994, p. 87.
92. ↑  Valois, 1641, p. 124.
93. ↑  Viennot, 1994, pp. 87-88.
94. ↑  Erlanger, 1991, p. 119.
95. ↑  Valois, 1641, p. 126.
96. ↑  Valois, 1641, pp. 126-128.
97. ↑  Boucher, 1998, pp. 160-161;  Négociations diplomatiques de la France avec la Toscane. Tome 4, p. 76., su gallica.bnf.fr.
98. ↑   Négociations diplomatiques de la France avec la Toscane. Tome 4, p. 95, su gallica.bnf.fr.
99. ↑   Histoire universelle. T. 5, 1576-1579 / par Agrippa d'Aubigné; p. 115, su gallica.bnf.fr.
100. ↑   Recueil de pièces originales et authentiques, concernant la tenue des États généraux. Tome 3, p. 70, su gallica.bnf.fr.
101. ↑  Frieda, 2005, p. 378.
102. 1 2   Calendar of state papers, foreign series, of the ... v.12 1577-1578; p. 683., su babel.hathitrust.org.
103. ↑  Valois, 1641, pp. 141-142.
104. ↑  Viennot, 1994, pp. 95-96.
105. ↑  Viennot, 1994, pp. 96-102.
106. ↑  Viennot, 1994, p. 99.
107. ↑  Viennot, 1994, pp. 100-101.
108. ↑   Négociations diplomatiques de la France avec la Toscane. Tome 4, p. 123., su gallica.bnf.fr.
109. ↑  Viennot, 1994, pp. 108-109.
110. ↑  Viennot, 1994, pp. 104-105.
111. ↑  Alberi,  Relazioni degli ambasciatori veneti al Senato raccolte ..., Volume 15, p. 62., su books.google.it.
112. ↑  Viennot, 1994, p. 107.
113. ↑  Pitts 2009, p. 86.
114. ↑  Cloulas, 1980, p. 378.
115. ↑   Correspondance du nonce en France, Antonio Maria Salviati (1574-1578) Tome: II, p. 770., su books.google.it.
116. ↑   Anselmo Dandino, Correspondance du nonce en France (1578-1581), p. 182., su books.google.it.
117. ↑  Viennot 1994, pp. 109-110.
118. ↑  Lauzun 1902, pp. 22-77.
119. ↑  Lauzun 1902, p. 77; Williams 1910, p. 255.
120. ↑  Viennot 1994, p. 116.
121. ↑  Babelon 2017, pp. 251-252.
122. ↑  Viennot, 1994, p. 118.
123. ↑  Craveri, 2008, p. 77.
124. ↑  Garrisson 1994, pp. 159-160; Mariéjol 1928, p. 151.
125. ↑  Valois, 1641, p. 253.
126. ↑  Valois, 1641, p. 254.
127. ↑  Viennot, 1994, p. 119.
128. ↑  Castarède, 2011, p. 126.
129. ↑  Viennot, 1994, p. 244.
130. ↑  Craveri, 2008, p. 79.
131. ↑  Craveri, 2008, pp. 75-76.
132. ↑  Viennot, 1994, pp. 152-153.
133. ↑  Memorie della regina Margherita di Valois, p. 280
134. ↑  Viennot, 1994, p. 149.
135. ↑  Viennot, 1994, pp. 145-146.
136. ↑  Viennot, 1994, pp. 154-155.
137. ↑  Craveri, 2008, pp. 80-81.
138. ↑  Viennot, 1994, p. 156.
139. ↑  Viennot, 1994, pp. 158-159.
140. ↑  Viennot, 1994, pp. 159-161.
141. ↑  Viennot, 1994, p. 163.
142. ↑  Craveri, 2008, p. 80.
143. ↑  Craveri, 2008, p. 81.
144. 1 2  Haldane, 2014, p. 231.
145. ↑  Haldane, 2014, p. 229.
146. ↑  Viennot, 1994, p. 188, p. 191.
147. ↑  Viennot, 1994, p. 1783.
148. ↑  Craveri, 2008, pp. 82-83.
149. ↑  Relazioni degli ambasciatori veneti al Senato
150. ↑  Haldane, 2014, p. 266.
151. 1 2  Casanova, 2014, p. 103.
152. ↑  Craveri, 2008, p. 85.
153. ↑  Craveri, 2008, p. 83.
154. ↑  Haldane, 2014, pp. 271-272.
155. ↑  Haldane, 2014, p. 276.
156. ↑  Viennot, 1994, p. 195.
157. ↑  Viennot, 1994, p. 192.
158. ↑   Brantôme, Vies des dames illustres francoises et etrangeres, pp. 178 e segg., su archive.org.
159. ↑  Valois, 1641, p. 12.
160. ↑  Cholkian, 2000, p. 48.
161. ↑  Viennot, 1994, p. 193.
162. ↑  Valois, 1641, p. 13.
163. ↑  Craveri, 2008, p. 82.
164. ↑  Castelot, 1994, pp. 254-255.
165. ↑  Daumas, 2008, p. 61.
166. ↑  Tsur Marguerite de Valois ou l'héroïsme au féminin
167. ↑  Viennot, 1994, p. 292.
168. ↑  Valois, 1641, p. 66.
169. ↑  Viennot 1994, pp. 67-69.
170. ↑  Viennot 1994, p. 68.
171. ↑  Viennot 1994, p. 453.
172. ↑  Viennot, 1994, p. 234.
173. ↑  Viennot, 1994, pp. 234-235.
174. ↑  Viennot 1994, pp. 453-454.
175. ↑   Mémoires et autres escrit, p. 36 e segg; p. 317 e segg., su google.it.
176. ↑  Viennot 1994, p. 455.
177. ↑  Castelot 1994, p. 153.
178. ↑  Viennot 1994, pp. 150-151; Boucher 1998, p. 177.
179. 1 2  Casanova, 2014, p. 104.
180. ↑  Casanova, 2014, p. 106.
181. ↑  Viennot, 1994, p. 251.
182. ↑  Viennot, 1994, pp. 273-274.
183. ↑  Viennot, 1994, p. 280.
184. ↑  Viennot, 1994, pp. 251-252.
185. ↑  Viennot, 1994, pp. 257-258.
186. ↑  Viennot, 1994, p. 345.
187. ↑  Viennot, 1994, pp. 276-277.

### Fonti primarie
- Margherita di Valois, Memorie della regina Margherita di Valois, moglie d'Henrico IV il grande, Venezia, Giuseppe Sarzina, 1641. URL consultato il 3 febbraio 2019.
- (FR) Anonimo, Le Divorce Satyrique ou les Amours de la Reyne Marguerite de Valois (PDF), su pourlhistoire.com. URL consultato il 16 febbraio 2020 (archiviato dall'url originale il 26 febbraio 2015).

### Fonti secondarie
- (FR) Jean-Pierre Babelon, Henri IV, Fayard, 2017, Paris, ISBN 978-2-213-64402-8. (ed. or. 1982)
- (FR) Simone Bertière, Les reines de France au temps des Valois. Les années sanglantes, 1996, Paris, ISBN 978-2-253-13874-7.
- (FR) Jacqueline Boucher, Deux épouses et reines à la fin du XVIe siècle: Louise de Lorraine et Marguerite de France, 1998, Saint-Étienne, Presses universitaires de Saint-Étienne, ISBN 978-2-86272-080-7.
- Brantôme, Le dame galanti, Milano, gli Adelphi, 1994, ISBN 88-459-1061-X.
- (EN) Stuart Carroll, Martyrs and murderers. The Guise Family and the Making of Europe, Oxford Press, 2009, Oxford, ISBN 978-0-19-959679-9.
- Cesarina Casanova, Regine per caso. Donne al governo in età moderna, Bari, Editori Laterza, 2014, ISBN 978-88-581-0991-5.
- André Castelot, Regina Margot, Milano, Rizzoli, 1994, ISBN 88-17-84341-5.
- (FR) Jean Casterède, La Triple vie de la reine Margot: Amoureuse, Comploteuse, Écrivain, Mayenne, France Empire, 2011, ISBN 978-2-7048-1115-1.
- (FR) Pierre Chevallier, Henri III: roi shakespearien, Chaintreaux, Fayard, 1985, ISBN 978-2-7048-1115-1.
- Ivan Cloulas, Caterina de' Medici, Firenze, Sansoni editore, 1980.
- (EN) Eric Russel Chamberlin, Marguerite of Navarre, New York, The Dial Press, 1974, ISBN 0-8037-5207-5.
- Benedetta Craveri, Amanti e regine. Il potere delle donne, Milano, Adelphi, 2008, ISBN 978-88-459-2302-9.
- (FR) Francis De Crue, Le Parti des Politiques au lendemain de la Saint-Barthélemy. La Môle et Coconas, Paris, Librairie Plon, Nourrit et Cie, 1892.
- (FR) Michel de Decker, La Reine Libertine. La Reine Margot, Paris, Pygmalion, 2009, ISBN 978-2-7564-0115-7.
- (FR) Philippe Erlanger, La Reine Margot ou la Rébellion, Paris, Presses Pocket, 1991, ISBN 2-266-04395-1.
- (EN) Leonie Frieda, Catherine de Medici, London, Phoenix, 2005, ISBN 978-0-7538-2039-1.
- Janine Garrisson, Enrico IV e la nascita della Francia moderna, Milano, Mursia, 1987.
- (FR) Janine Garrisson, Marguerite de Valois, Paris, Fayard, 1994, ISBN 978-2-213-59193-3.
- (FR) Janine Garrisson, Les derniers Valois, Paris, Fayard, 2001, ISBN 978-2-213-60839-6.
- (EN) Nancy Goldstone, The Rival Queens, London, Little Brown and Company, 2015, ISBN 978-1-78022-477-0.
- Charlotte Haldane, Regina di cuori. Vita della sublime e infame Margherita di Valois, Città di Castello, Odoya, 2014, ISBN 978-88-6288-243-9.
- Charles Hirschauer, La politique de St Pie V en France: 1566-1572, Paris, Bibliothèque des Ecoles Françaises d'Athènes et de Rome, 1922.
- (FR) Alain Joblin, Marguerite de Valois. La Reine Margot, Paris, Ellipses, 2024, ISBN 9782340098084.
- (FR) Arlette Jouanna, Jacqueline Boucher, Dominique Biloghi, Guy Le Thiech, Histoire et dictionnaire des guerres de religion, Turin, Robert Laffont, 1998, ISBN 2-221-07425-4.
- (EN) Robert J. Knecht, Catherine de' Medici, London and New York, Longman, 1998, ISBN 0-582-08241-2.
- (EN) Robert J. Knecht, The Valois: Kings of France 1328-1589, London and New York, Longman, 2007, ISBN 978-1-85285-522-2.
- Dara Kotnik, Margherita di Navarra. La regina Margot, Milano, Rusconi libri, 1987, ISBN 88-18-23016-6.
- (FR) Philippe Lauzun, Itinéraire raisonné de Marguerite de Valois en Gascogne: d'après ses livres de comptes (1578-1586), Paris, Alphonse Picard et fils, éditeurs, 1902.
- (FR) Nicolas Le Roux, Le faveur du Roi: Mignons et courtisans au temps des derniers Valois (vers 1574 - vers 1589), Seyssel, Epoques Champ Vallond, 2000, ISBN 978-2-87673-311-4.
- (EN) Irene Mahoney, Madame Catherine, New York, Coward, McCann and Geoghegan, inc., 1975, ISBN 0-698-10617-2.
- (FR) Jean Hippolyte Mariéjol, La vie de Marguerite de Valois, reine de Navarre et de France, Paris, Hachette, 1928.
- (FR) Michel Moisan, L’exil auvergnat de Marguerite de Valois, Nonette, Créer, 1999, ISBN 2-909797-42-2.
- Orsola Nemi e Henry Furst, Caterina de' Medici, Milano, Bompiani, 2000, ISBN 88-452-9077-8.
- Jean Orieux, Caterina de' Medici. Un'italiana sul trono di Francia, Milano, Mondadori, 1988, ISBN 88-04-30464-2.
- (FR)  G. Baguenault de Puchesse, Le renvoi par Henri III de Marguerite de Valois, Revue des questions historiques, 1901
- (FR) Michel Pernot, Henri III. Le roi décrié, Paris, Èditions de Fallois, 2013, ISBN 0-8204-2480-3.
- (EN) Robert J. Sealy, The Myth of the Reine Margot: Toward the Elimination of a Legend, New York, Peter Lang, 1994, ISBN 0-8204-2480-3.
- (EN)  Moshe Sluhovsky, History as Voyeurism: from Marguerite De Valois to La Reine Margot, Rethinking History, 2000
- (FR) Michel Simonin, Charles IX, Paris, Fayard, 1995, ISBN 978-2-213-59401-9.
- Stefano Tabacchi, Maria de' Medici, Roma, Salerno editrice, 2012, ISBN 978-88-8402-750-4.
- Stefano Tabacchi, La strage di San Bartolomeo. Una notte di sangue a Parigi, Vulcanica di Nola, Salerno editrice, 2018, ISBN 978-88-6973-271-3.
- (FR)  Pierre de Vaissière, La jeunnesse de la Reine Margot, Humanisme et Renaissance, T. 7, No. 1 (1940), pp. 7–44
- Éliane Viennot, Margherita di Valois. La vera storia della regina Margot, Milano, Mondadori, 1994, ISBN 88-04-37694-5.
- Corrado Vivanti, Le guerre di religione nel Cinquecento, Roma-Bari, Biblioteca essenziale Laterza, 2007, ISBN 978-88-420-8388-7.
- (EN) Kathleen Wellman, Queens and Mistresses of Renaissance France, London, Yale University Press, 2013, ISBN 978-0-300-17885-2.
- (EN) Hugh Noel Williams, Queen Margot, wife of Henry of Navarre, New York, Charles Scriben's sons, 1907.